# スーパーマリン スピットファイア
スーパーマリン スピットファイア
飛行するスピットファイア F Mk.IIA P7895号機
(第72飛行隊所属機、1941年4月撮影。)。
- 用途：戦闘機、写真偵察機
- 分類：戦闘機
- 設計者：レジナルド・ジョセフ・ミッチェル
- 製造者：スーパーマリン社
- 運用者

  -  イギリス（主にイギリス空軍）
  - 海外の主な運用国
- 初飛行：1936年3月5日
- 生産数：20,351機[1]
- 生産開始：

  - 1934年12月（プロトタイプ）
  - 1938年7月（Mk.I）
- 運用開始：1938年8月4日
- 退役

  - 1953年（シリア空軍）
  - 1955年（イギリス空軍）
  - 1961年（アイルランド空軍）
- 運用状況：退役
- ユニットコスト：12,604英ポンド[2]

スーパーマリン スピットファイア（Supermarine Spitfire）は、イギリスのスーパーマリン社で開発された単発のレシプロ単座戦闘機。
第二次世界大戦においてイギリス空軍を始めとする連合軍で使用された。1940年のバトル・オブ・ブリテンの際に活躍したため、イギリスをドイツ空軍から救った「救国戦闘機」とも呼ばれる。

## 概要
格闘戦を重視し、旋回性能を向上させるため楕円形で薄い主翼を採用しているのが特徴である。主任設計技師であるR.J.ミッチェル（1937年死去）とジョセフ・スミスを始めとするミッチェルの後継者たちによって設計されたスピットファイアは、パイロットたちからの支持は厚く、第二次世界大戦のさまざまな状況で活躍した。基本設計が優秀であったことと、戦況に応じたエンジンの出力向上（しかも排気量はグリフォン・エンジンまで変化していない）によって長期間にわたり活躍し、ライセンス生産など含め23,000機あまりが生産され、1950年代まで使用された。

## 開発経緯

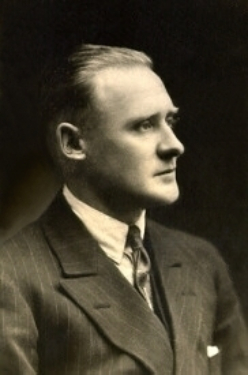
R・J・ミッチェル
彼の42年の生涯における最後の数年は、進行する大腸癌との闘病と高速戦闘機のコンセプト現実化のために費やされた。

スーパーマリン社の主任設計技師であったR・J・ミッチェルは、空気抵抗を減らすために非常に流麗な流線形の機体をもった水上機「Sシリーズ」を設計し、ネイピア ライオンやロールス・ロイス社製の強力なエンジンを搭載して、シュナイダー・トロフィー・レースに1927年のS.5、1929年のS.6、1931年のS.6Bで出場、3回の優勝を成し遂げ、祖国にトロフィーの永久保持権をもたらした。こうした先進的な設計は、戦闘機にも応用できる部分が大きかった。
1931年、イギリス空軍は次期戦闘機仕様書F7/30を提示、これに応募したスーパーマリーン社はミッチェルを主任設計士にし、合致する404km/h以上の速力を持つ戦闘機の開発を始めた。1934年2月に初飛行したタイプ224は風防がなく、空気抵抗の大きい固定脚をもつガルウイングの単葉低翼機で、エンジンにはロールス・ロイス ゴスホークを搭載していた。タイプ224は他社が設計したものと同じくエンジンや機体の性能が低く、空軍の期待に添うものではなく、結局旧来の複葉機であるグロスター グラディエーターが採用となった。ミッチェルは、Sシリーズの経験を生かした設計に取り組み、より洗練された機体の設計を進めた。同年には新たな仕様書F.37/34が提示され、これに応じて新しく設計されたタイプ300は、主翼の小型化、主脚引き込み機構を搭載し、7月にイギリス航空省へ提出されたが、採用には至らなかった。ミッチェルは更に改良を進め、風防、酸素マスク、そしてエンジンにはより強力なロールス・ロイス マーリンが搭載された。11月には、親会社であるヴィッカース・アームストロング社の支援を受け、タイプ300の細かな設計が進められた。

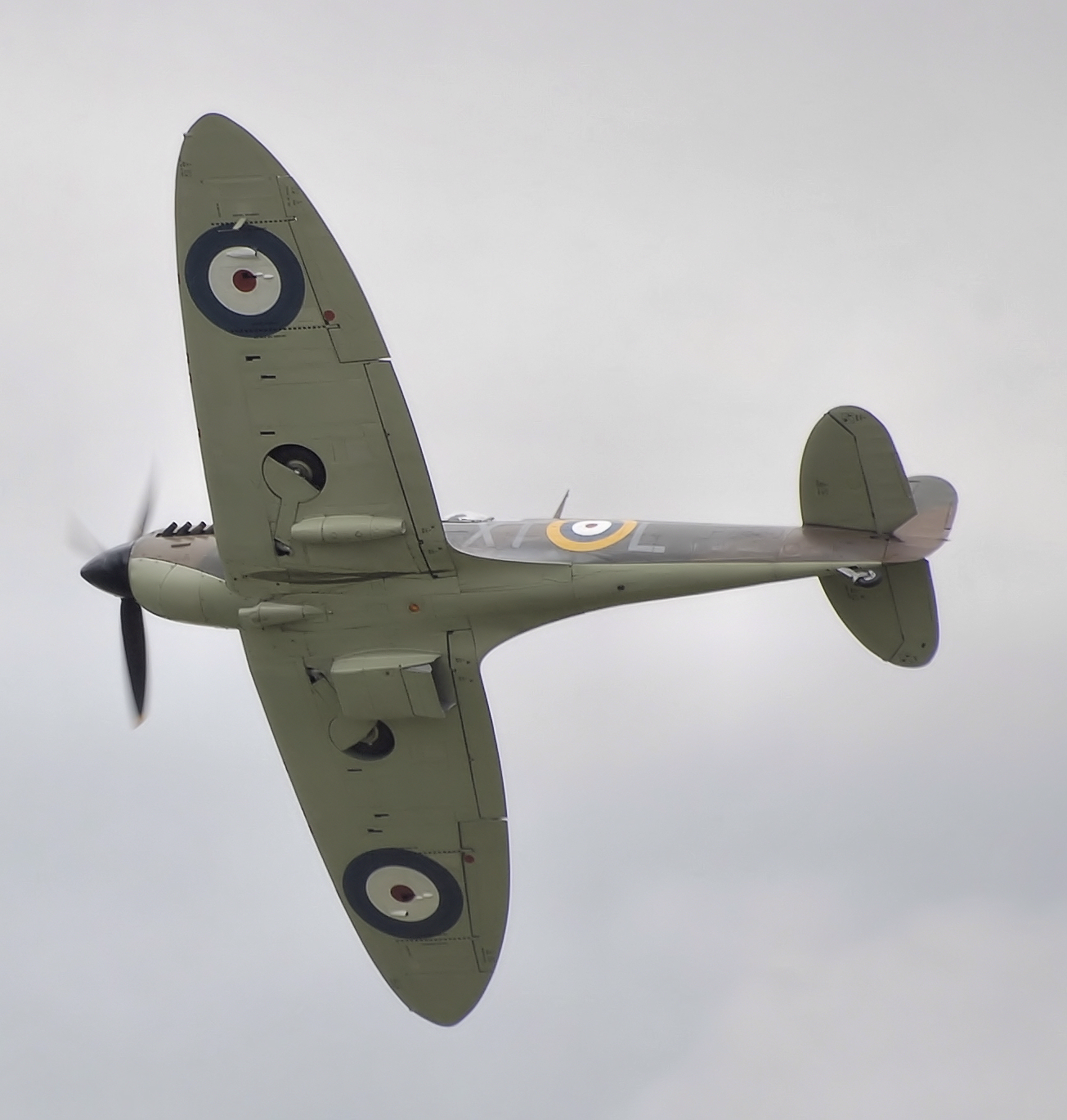
スピットファイア Mk.IIa
特徴的な楕円翼形と主脚引き込みが見られる。

1935年1月3日に航空省は正式に契約し、必要な装備の要求を掲載した仕様書F10/35を発行した。武装は、ヴィッカース7.7mm機関銃4丁であったが、1935年4月に航空省のラルフ・ソアビーによる推薦で、ブローニング7.7mm機関銃8丁へ改められた。1936年3月5日、試作機（シリアルナンバーK5054）がイーストリー・エアロドローム（現サウサンプトン空港）において初飛行を行った。操縦を行ったヴィッカーズ・アームストロング社の主任テストパイロット、ジョセフ・サマーズ大尉は、「これ以上何も触れなくていい（=機体に手を加えなくていい）」と感想を述べたという。その後、ジェフリー・クイールとジョージ・ピカリングらによる試験飛行で最高速度528km/hを記録し、より鋭利なプロペラでは557km/hに達した。これは同じマーリンを搭載し、4ヶ月前に初飛行したホーカー ハリケーンを60km/hも上回る性能であった。6月3日には、航空省から310機の発注がなされた。
タイプ300の名称については、航空省からいくつかの候補が載せられたリストが提示されたが、ヴィッカーズ・アームストロング社の取締役、ロバート・マクリーンが、気性の荒い自分の姉に付けられていたあだ名から「スピットファイア（直訳すると「口から炎を飛ばす人」、転じて短気な人、癇癪女の意）」を提案した。この呼び名は非公式ながらタイプ224にも与えられていた。しかし、ミッチェルはこれについて「ひどく馬鹿げた類の名前だ」と漏らし、気に入らなかったという。
ミッチェルは1933年から大腸癌に冒されていたが、スーパーマリン社の機体で初めて主力戦闘機の座を勝ち取ることや、ナチスの台頭に危機感を覚えたことから、病をおして設計を続けた。1937年12月、直腸癌が再発したミッチェルは、スピットファイアの量産第1号機の完成を見ることなく死去した。以降の設計や改良は同僚のジョセフ・スミスが引き継いだ。

## 設計
ミッチェルの狙いは比較的容易な操縦性を保ちつつ、マーリンエンジンの力を生かして高性能な爆撃機を要撃できるバランスのとれた戦闘機であった。当時、戦闘機は自軍や母国の防空に専念すると考えられ、イギリス上空に進出してくることを想定していなかったことから、要撃には爆撃機を待ち受けるために素早く上昇することが必要だった。

### 楕円翼形の主翼
上昇力だけでは戦闘機と渡り合うことはできないという問題を解消するため、1934年に設計陣は楕円翼形を採用した。抗力を生むことを避けるため、主翼の厚みは薄くする必要があったが、巧妙な設計によって薄い翼でも機関銃とその弾薬、そして、格納式の引き込み脚の搭載を可能とした。
この楕円翼形の採用について、ミッチェルは1932年に初飛行したハインケル He 70の翼形をコピーしたと非難されることがあった。設計陣の航空力学担当であったシェンストーンは、戦後、これを否定した。
翼付け根で13%、翼端で6%の翼厚・翼弦比率の実現に向いていたため、翼型は、NACA 2200シリーズを使用した。横方向の安定性に対応するため、上反角は6度とされた。
翼端のパーツのみを交換することで、飛行特性の変更が可能。主に高々度用に延長翼、低高度用に切断翼が使用されたが、型式のHF、LF等とは直接関係がない（これらの型式は搭載されたエンジン（スーパーチャージャーの設定高度）による。
- 標準翼
- 延長翼：高高度飛行のために翼面積を増やすために主としてMk. VIIで採用された。
- 切断翼：低高度でのロールレートと速度増加が目的。戦争後期に多く使用された。

主翼の特徴は、革新的な翼桁を延ばした設計であった。5本の角管が翼幅に従って細くなり、翼端に近づくにつれ角管を減らした。そのうちの2本は結合され、軽量でありながら強固な主桁となった。引き込み脚構造は、主桁の内部に軸を設け、真横ではなく、やや後ろ方向へ車輪を収容した。これが着陸時に主桁にかかる曲げ荷重を軽減することから、車輪間の幅の狭さは、許容範囲だと考えられた。
楕円翼の採用は生産性の悪化を招いたものの、捻り下げや戦闘機としては極めて低い翼厚比と併せて、大迎え角での誘導抵抗の減少、翼端失速の防止、翼内武装の充実、高速といった長所をスピットファイアに与えた。後期モデルの翼は、これよりももっと薄く、まったく異なった構造になっている。

### 武装

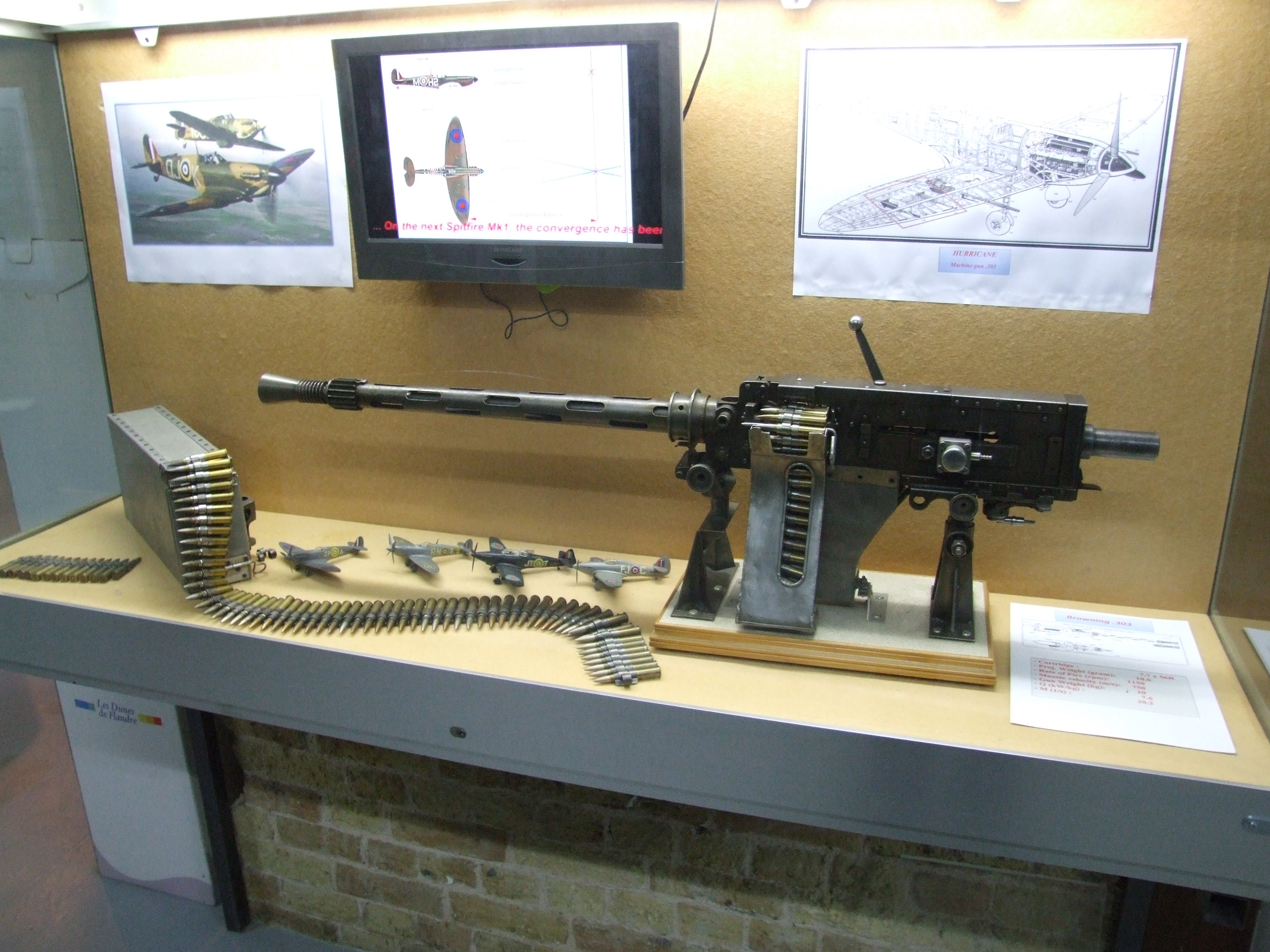
スピットファイアが搭載していたブローニング.303機関銃（Mémorial du Souvenir所蔵品）。

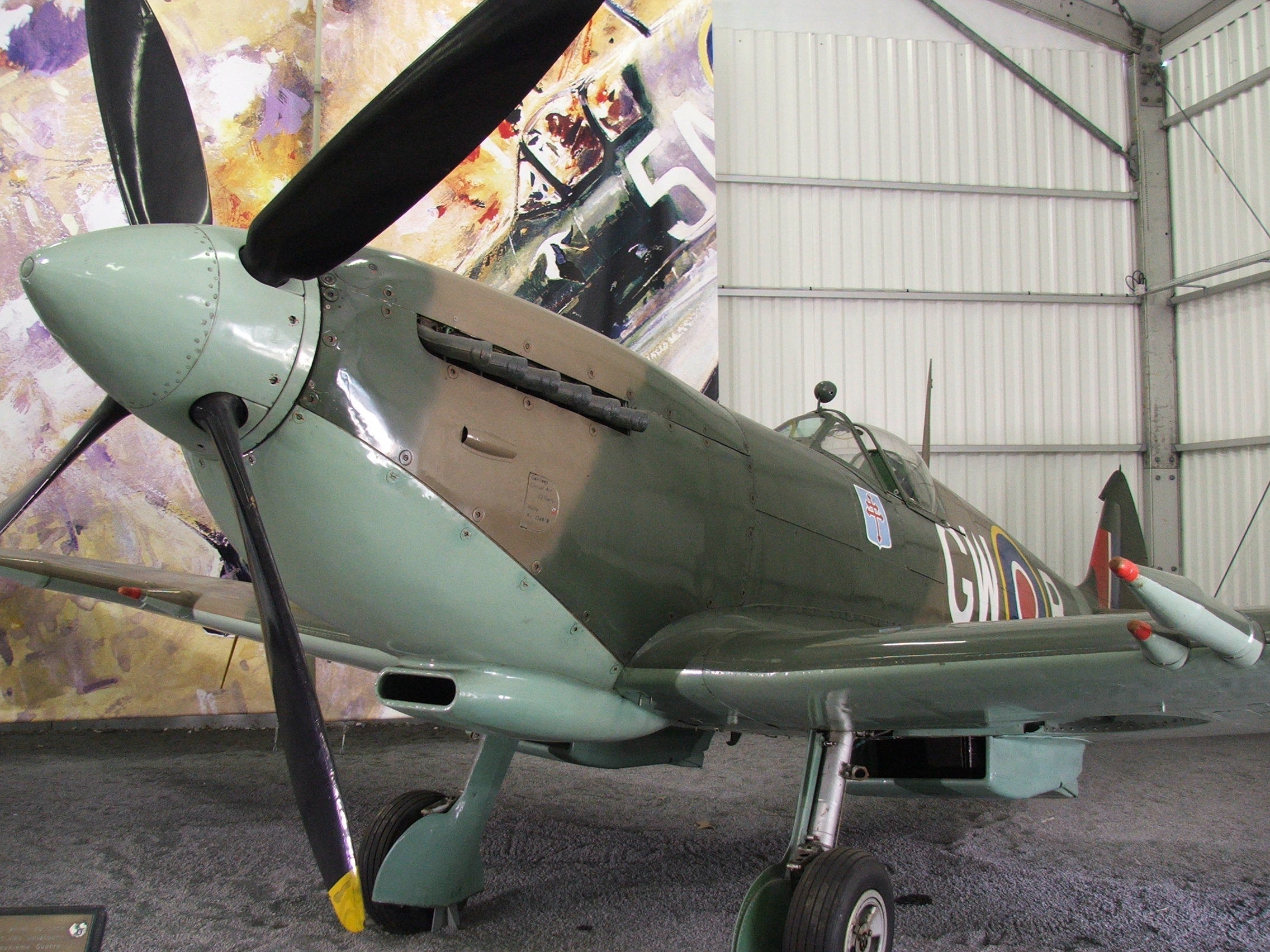
E翼型のスピットファイア（ル・ブルジェ航空博物館所蔵）。

1934年に.303ブリティッシュ弾を使用する標準口径ライフル機関銃に選定されたブローニング機関銃だが、供給量が不足していたため、初期のスピットファイアには4丁のみ搭載された。この機関銃は地上や低高度での動作に問題が見られない一方で、高高度で凍結する傾向があり、特に翼端に近い機関銃ほど、その傾向が強かった。原因は、弾薬に使用されるコルダイトの過熱を防ぐため、機銃の構造をイギリス向けにオープンボルトへ変更したことであった。根本的な解決策が見出されたのは1938年10月で、翼にラジエーターを据えてダクトを通じて機関銃に暖気を送った。しかし、8丁のブローニングを搭載していても大型機を撃墜するには威力不足であった。事実、戦闘報告において、1機を撃墜するのに平均で4,500発を撃っていたことが示された。1938年11月の装甲標的と非装甲標的に対する射撃試験により、本機には口径20 mmの火器が必要であると結論付けられた。
1940年に開発されたスピットファイア Mk. Vは、武装によって主翼が異なった。A ウイングは最初期の翼と同等で、ブローニング機関銃を左右にそれぞれ4挺（弾数各350発）ずつ搭載可能であった。
B ウイングは左右にそれぞれイスパノ 20 mm 機関砲を1門（弾数各60発）ずつ、ブローニング機関銃を2挺（弾数各350発）ずつ搭載していた。Aウイングとの外見上の違いは20 mm 機関砲を搭載するためのバルジと翼から前方につきだした銃身保護用フェアリングである。
E ウイングは両翼それぞれにイスパノ 20 mm 機関砲を1門（弾数各120発）ずつ、ブローニング M2 12.7 mm (.50) 機関銃を1挺（弾数各250発）ずつ搭載していた。B、C ウイングとの外見上の違いは20 mm 機関砲のフェアリングが外側にあること（外側が20 mm 機関砲の銃口、内側が12.7 mm 機関銃の銃口）である。
C ウイングはユニバーサル・ウイングともいい、次の3タイプの武装が可能であった。a タイプでは、両翼それぞれにブローニング機関銃を4挺（弾数各350発）ずつ搭載した。b タイプでは、両翼それぞれにイスパノ20 mm 機関砲を1門（弾数各120発）ずつ、ブローニング機関銃を2挺（弾数各350発）ずつ搭載した。20 mm 砲弾数は、B ウイングのドラム式からベルト給弾に改められたため倍に増えている。Bウイングとの外見上の違いは、20 mm 機関砲用フェアリングの横に小さなフェアリングが付いている点である。c タイプでは、両翼それぞれにイスパノ 20 mm 機関砲を2門（弾数各120発）ずつ搭載した。
照準器に当初、GM-2が使用されていたが、後にジャイロ・ガンサイトのMk. IIが搭載された。
対地攻撃には、Mk. III 爆弾架を使用することで250ポンド爆弾を翼下に、500ポンド爆弾を胴体下に搭載可能であった。ロケット弾は、翼下に3.5インチHEロケット弾を搭載可能。

### 燃料タンク
スピットファイアの短所のひとつである短い航続距離を延長するために、内装タンクの増加に加えて様々なタイプの外装式タンクが採用された。内装タンクは、胴体後部へのタンク追加、前部タンクの増量、翼前縁へのタンク追加がなされた。
コンフォーマルタンクを先取りしたとも言える、スリッパー式ドロップ・タンクは30英ガロン、45英ガロンの容量のものが作られた。さらにフェリー用の90英ガロンの容量を持つタンク、170英ガロンの大型スリッパー・タンクまで作られた。スリッパー型ドロップ・タンクの他、一般的な魚雷型ドロップ・タンクも使用された。
標準では、100オクタン燃料（緑色）を使用していたが、一部高速が要求される機種（後述のコードネーム「バスタ」）では150オクタン燃料が使用された。

## 派生型

### マーリン スピットファイア

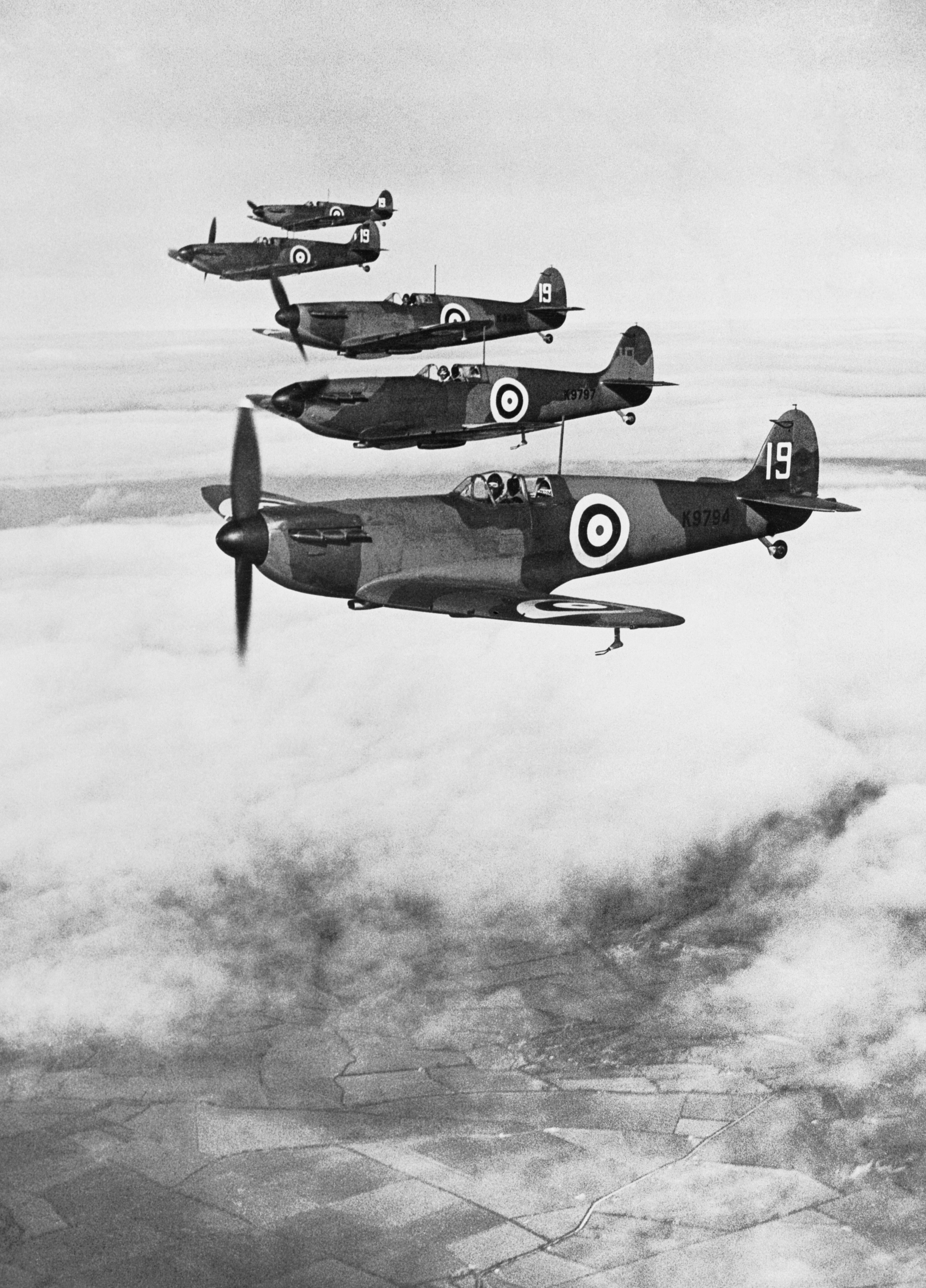
編隊飛行する第19飛行隊のスピットファイアMk.I。

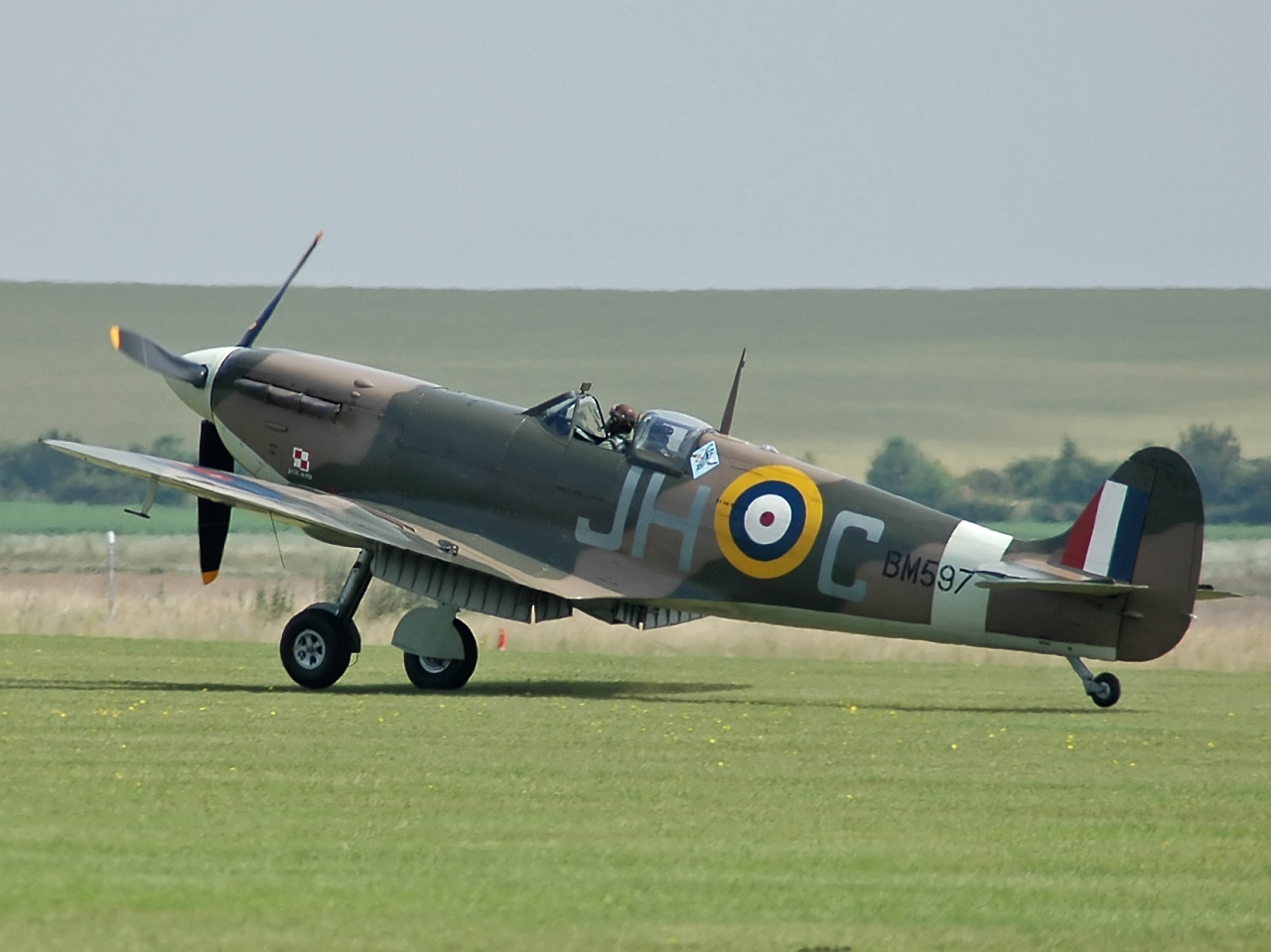
スピットファイアMk.Vb。

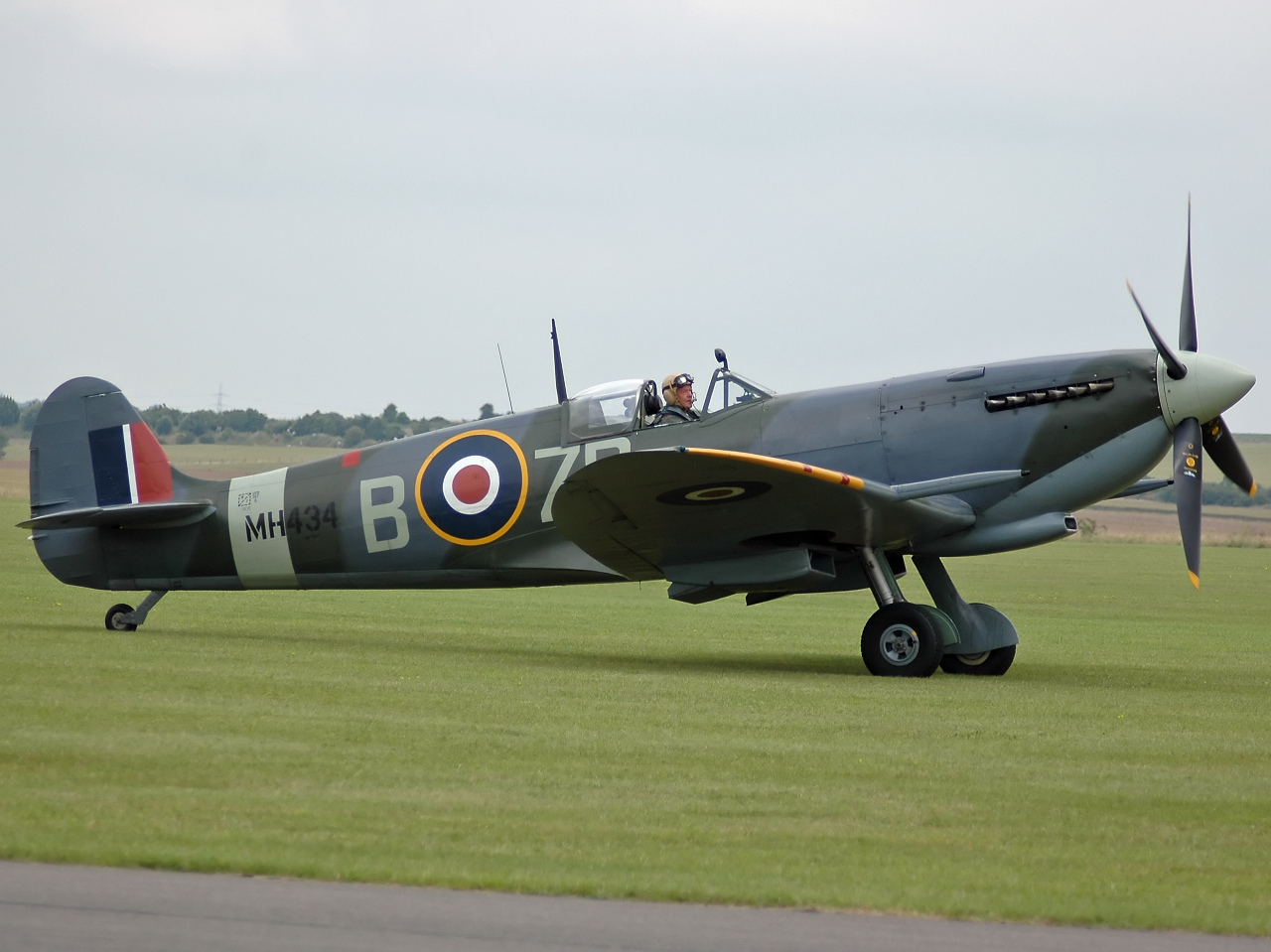
スピットファイア Mk. IXc。

Mk.I / Ia（タイプ300）
将来の改良に備えて広いスペースが確保されているこの新型戦闘機は、イギリス空軍においてハリケーンに代わる戦闘機となるものであった。ヴィッカーズ社は、この戦闘機の長期にわたる生産を想定したため、既にあったウールストン工場の生産ラインに加えて、新たにスピットファイアを製造するための巨大な工場をキャッスルブロミッチに建設した。1938年、予想どおり空軍はMk.Iを1,000機追加発注した。さらに1939年には200機、その数ヶ月後には450機を発注し、Mk.Iの発注は全部で2,160機に達した。
1938年中頃から、生産されたMk.Iの引き渡しが始まり、1938年8月4日に第19飛行隊が初めてこれを受領、運用した。Mk.Iの動力は、1,030馬力のマーリンMk. IIとワッツ社製2翅木製固定ピッチプロペラだった。このタイプは77機製造された。間もなくデ・ハビランド社製の3翅金属製選択ピッチプロペラ（離陸時・戦闘時の低ピッチと、巡航時の高ピッチが選べた）に換えられ、性能は格段に向上した。またこれと前後して、可動風防を上や左右に膨らませたもの（マルコムキャノピーと呼ばれる）が用いられるようになった。
Mk. Ib（タイプ300）
1939年9月の第二次世界大戦開戦時において、スピットファイアはまだ少数しか配備されておらず、ヨーロッパ本土（フランス）では、空軍司令官ヒュー・ダウディングの意向もあり、ハリケーンでドイツと戦うしかなかった。1940年7月のバトル・オブ・ブリテン開始時には、19の飛行隊がスピットファイアを装備しており、27の飛行隊がハリケーンで構成されるところまで改善されていた。バトル・オブ・ブリテンが終結する10月までに、565機のハリケーンと352機のスピットファイアが失われたが、この時点では工場はフル稼働しており、その損失を簡単に回復することができた。また、スピットファイアの生産数がハリケーンの生産数を上回った。
この戦闘中に、19の飛行隊に20mm 機関砲2門と7.7mm機関銃4丁を装備したMk.Ibが配備された（これにより、それ以前の、7.7mm機銃を8丁装備するタイプはMk.Iaとされた）。機関砲は地上部隊に対しても効果的であったが、旋回中の射撃による弾詰まり等の故障が深刻な問題となっていた。それでも、改良されたMk.Ibは第92飛行隊に配備された。発注された2,160機のMk.Iの内、1,583機はMk.IIに改良される前に配備された。
High Speed Spitfire
1937年夏のメッサーシュミットBf109の速度記録に対抗するため、武装を外したMk. I改造の特別仕様スピットファイアが1938年11月11日にジョセフ・マット・サマーズによって初飛行した。エンジンはロールス・ロイスの特製マーリンIIスペシャル（1,710hp/3,000rpm、後に2,122hp/3,200rpm）を搭載、450mph（724km/h）を目標としていたが、1939年3月30日にHe100が本機の能力を越えた463mph（745km/h）を記録したため速度記録は中止された。
Mk.II（タイプ329）
本モデルを製造できるように、Mk.Iの生産ラインに変更が加えられた。100オクタン燃料の使用を前提とした、より強力なマーリン XII 12気筒（1,175馬力）エンジンを搭載したことで、最大速度が約28km/h増し、上昇率もいくぶん向上したが、パイロットを保護する装甲板の追加によって重量が約33kg増加した。
8丁の機銃を持つMk.IIaと機関砲を持つMk.IIbの2タイプが生産された。本機はMk.Iに代わって急速に部隊配備が進み、Mk.Iは引き下げられて訓練部隊で使われるようになった。1940年8月から配備が開始され、1941年の4月には、一線部隊はMk.IIのみで構成されるようになった。Mk.IIは全部で920機が生産された。そのうちの170機は、Mk.IIbであった。
ASR Mk.II（タイプ375）
Mk.IIaのエンジンをマーリンXXに換装し、救難機材を搭載した海難救助型。主翼中央部にパイロンを増設してNo.1 発煙爆弾（Smoke Float No.1）2発を搭載し、操縦席後部の胴体内に膨張式救命筏の内装式収納部2筒を増設している。スピットファイアの高速を活かして真っ先に遭難者を発見、安全を確保の上位置をマーキングし、連携する飛行艇に連絡して救助に向かわせるという方法が取られた。
Mk.IIcの仮名称で開発され、52機がMk.IIより改造されて、救助専門の飛行隊である第276飛行隊および第278飛行隊に配備されて使用された。
救難機型はMk. Vの改造機としても製造された。
Mk.III （タイプ330/348）、 Mk.IV（タイプ337）
Mk.IIはドイツ空軍の戦闘機と十分に戦えることを証明したが、イギリス空軍は基本設計における意欲的な改良を求めた。その結果、Mk.IIIは設計全体が見直され、尾輪を引き込めるようにした他、機体のスペースを遮蔽物で囲ったりまとめたりして、強度を向上させた。エンジンは改良されたマーリンXXを搭載し、これにより640km/h以上で飛行することが可能になった。
Mk. IVはそれをさらに進化させたもので、機体はMk.IIIと似ていたが、エンジンは1,500馬力を超える新しいロールス・ロイス グリフォンを積んでいた。
しかしながら、両者とも改修部分が多かったために不具合も多く量産には至らなかった。
Mk.V（タイプ331/349/352）
1940年後半、Mk.IIは新たな敵戦闘機と遭遇し始めた。バトル・オブ・ブリテンでスピットファイアやハリケーンが撃退したBf 109Eをより洗練させたF型は多くの点でMk.IIよりも優位にあった。速度や上昇率で勝っていただけでなく、高度5,500 m以上ではスピットファイアよりも高い機動性を示した。
この時点では、Bf 109Fと戦える性能に達していたMk.IVは準備が整っていなかった。グリフォンエンジンの生産に重大な問題が発生し、解決のめどが立たなかったからである。早急に性能ギャップを埋めなくてはならなかったが、その対抗策がMk.Vであった。エンジンを新しいマーリン45シリーズに換え、高速度域での補助翼の効きを良くするため、羽布張りから金属製に改めただけで、他はMk.IIと変わらなかった。離陸時出力は1,440HPとわずかに増加しただけだったが、スタンリー・フッカー（Stanley Hooker）の設計による改良型1段1速式スーパーチャージャーを得て、高高度での出力は大幅に増加した。そのため、Mk.Vは唯一Bf 109Fと同じ高度で戦うことができた。
1940年の冬にかけて、Bf 109Fは尾翼構造に大きな問題のあることが発覚し、生産が完全にストップした。改修は春先までかかり、生産再開時にはMk.Vの配備が始まっていた。
グリフォンエンジンの問題は予想よりも深刻であることが判明し、解決までにさらに2年間かかると見積もられた。その間に、非常に使い勝手の良いMk. Vは、7.7 mm 機銃を8挺搭載するMk. Vaが94機、20 mm 機関砲2挺と7.7 mm 機銃4挺搭載のMk. Vbが3,923機、20 mm 機関砲2丁の他、7.7 mm 機関銃4挺か20 mm 機関砲を更に2挺を選択装備可能なユニバーサルタイプのMk. Vcが2,447機と、さまざまなバージョンの機体が数多く生産された。北アフリカ戦線でも使用され、その際には現地で砂塵防護のアブキール・フィルターが取り付けられた。総生産数は6,595機。
Mk. HF VI（タイプ 350）
Mk. Vを高高度飛行用に改造したタイプ。翼端を延長した尖頭翼と、与圧式コクピットと高高度用にチューンされたマーリン47を装備する。ドイツ空軍が高高度爆撃機Ju86を開発中との情報を元に、対抗策として100機がMk. Vbから改造された。
Mk. F/HF VII（タイプ 351）
Mk. VIより更に本格的な高高度型として、マーリン71を装備し、機体にも大幅な改造を加えた型。この型より、2段2速過給器を持つマーリン60系装備の、（グリフォンに対しての）通称「マーリン後期型」となるが、登場はMk. IXが最も早い。97機が生産された。
Mk. F/HF VIII（タイプ 359/360/368/376）
Mk. VIIと同じく、マーリン60系エンジンを装備するが、より汎用性を高め、Mk. Vに続く主力戦闘機を目指した型。過給器設定により、HF（高高度用）、F（中高度用）、LF（低高度型）の3タイプが用意された。機体にも多くの改良が施され、Mk. Vとの主な相違点は、主翼左下のラジエーターが大型化され、左右対称になった点である。また、主翼内に燃料タンクが増設され、尾輪が引き込み式になり、機体の補強も施された（この変更点は、Mk. VIIおよび、Mk. XIVにも共通する）。武装は、全てMk. Vcと同じユニバーサルタイプである。しかし、改良点の多かったことが災いし、生産化に手間取っている間に、フォッケウルフ Fw 190Aへの対抗策として応急的に開発されたMk. IXが先に生産された。Mk. VIIIは1942年11月から生産されていたものの、生産が軌道に乗り始めるのは1943年までずれ込んだ。その結果、主力戦闘機の座はMk. IXに奪われたが、在マルタ島、在イタリアの部隊やインド空軍、オーストラリア空軍などへMk. VIIIが送られた。合計で1658機が生産され、終戦まで運用された。
Mk. VIIIの航続距離は、クリーン状態で1060kmと、スピットファイアの戦闘機型で最も長い（日本の戦闘機に例えれば雷電各型のクリーン状態に匹敵する）ものであったが、このタイプの登場後もMk. IXが生産され続けたという事実は、イギリス空軍が長距離侵攻の出来る戦闘機を持っていなかったのではなく、単座戦闘機を長距離侵攻に使用する意図が端からなかったことを意味する。
F/LF/HF Mk. IX（タイプ 361/378）
Fw 190の出現により、早急にマーリン60系エンジンを搭載したスピットファイアが必要となった。イギリス空軍は既存のMk. Vにマーリン60系エンジンへ換装したMk. IXを1942年に部隊配備した。この機体が卓越した性能を発揮したため、大量生産が決定された。当初はMk.Vからの改造機をMk.IXA、元からMk.IXとして生産された機体をMk.IXBと呼んで区別していたこともあった。高性能化に貢献したのは、2段2速過給機付きマーリン60シリーズエンジンと4翅式ロートル・ジャブロ・プロペラの組み合わせによるものだった。エンジンの種類によって、F、LF、HFの各機種があり、また、翼も従来のBタイプ、20 mm イスパノ・スイザ機関砲2門に加え7.7 mm ブローニング機関銃4挺もしくは更に20 mm 機関砲2門を搭載可能なCタイプ（ユニバーサル・ウイング）の他に20 mm 機関砲2門と12.7 mm ブローニング機関銃2挺を搭載したEタイプも使用された。
1943年に機体改修が行われた。この後期型では尾翼の大型化、ジャイロ式照準機の装備、後部胴体への燃料タンク増設、バブル・キャノピーが採用された。生産数は5,663機（ヴィッカースで5,117機、その他557機）といわれている。しかしながら、別のリストによれば5,440機（378機がスーパーマリン、Castle Bromwichで5,062機）となっている。
航続距離については、シリアルML186を用いてジェフリークゥイルが45英ガロンのドロップ・タンクを使用した飛行で、1,000ft以下を5時間飛行（Salisbury Plain - Moray Firth間）しており、護衛戦闘機としての使用にも耐えうることを証明している。
極少数のMk.IXでは、速度を向上させるために、塗装をはがして機体を平滑化した機体が用意された。これらの機体には、特別に150オクタンの燃料が使用され、ブースト圧を25lb/sq.inまで上げることができた（しかし、150オクタン燃料の使用は整備間隔を短縮しなければならなかった）。これは、コードネーム「バスタ（Basta）」と呼ばれ、1944年夏のV-1迎撃に活躍した。
水上機型（タイプ 342/344/355/385）
1943年12月29日、LF IXb（シリアルMJ892、マーリン66搭載）が改造のためロートル・ワークス（Staverton/Gloucestershire）に到着した。対日戦線への投入用としてフォーランド・エアクラフト製フロートを取り付けられたMJ892は1944年6月6日、スーパーマリンのテスト・パイロットFrank C Furlongによって飛行した。水上機型スピットファイアは本機以降開発されることはなかった。
PR Mk. X
スピットファイアMk. VIIを基に製作された写真偵察機 (Photo Reconnaissance) 型である。呼称方法が戦闘機型と重複しないようにとの配慮から既に振られていたMk. IXの次のナンバーであるMk. Xが振られた。高々度写真偵察も考慮されていたため、Mk. VII譲りの与圧装置が付いている。最初の機体がベンソン基地に配備されたのが1944年4月4日であったが、この時既にベンソン基地には独自に改造したPR Mk. XIがあった。結局、与圧装置の必要性が薄れたために僅か16機が生産されたのみである。
PR Mk. XI
ベンソン基地で改造されたPR Mk. XI（タイプ374）の他に、ヘストン航空機がMk. IXを改造したPR MkXI（タイプ 365）を生産、スーパーマリン社でも引き込み式尾輪、大型尾翼のPR Mk. XIが生産された。
Mk. XVI
マーリン60系エンジンの供給に不安を感じたため、米国パッカード社で生産されていたパッカード・マーリン 266エンジン（マーリン 66のライセンス生産）を搭載した機体である。英国と米国との製図法の違いなどから、本エンジンを搭載した機体には、新たにMk. XVIの番号が振られている。性能的にはMk.IXと同等であるが、マーリン266がマーリン66と細部が異なるため、エンジン・カウルの張り出しやフィルターキャップの位置が異なるなどの変更がなされている。しかしながら、本エンジンの供給が遅れたために生産は1944年までずれ込んだ。

### グリフォン スピットファイア

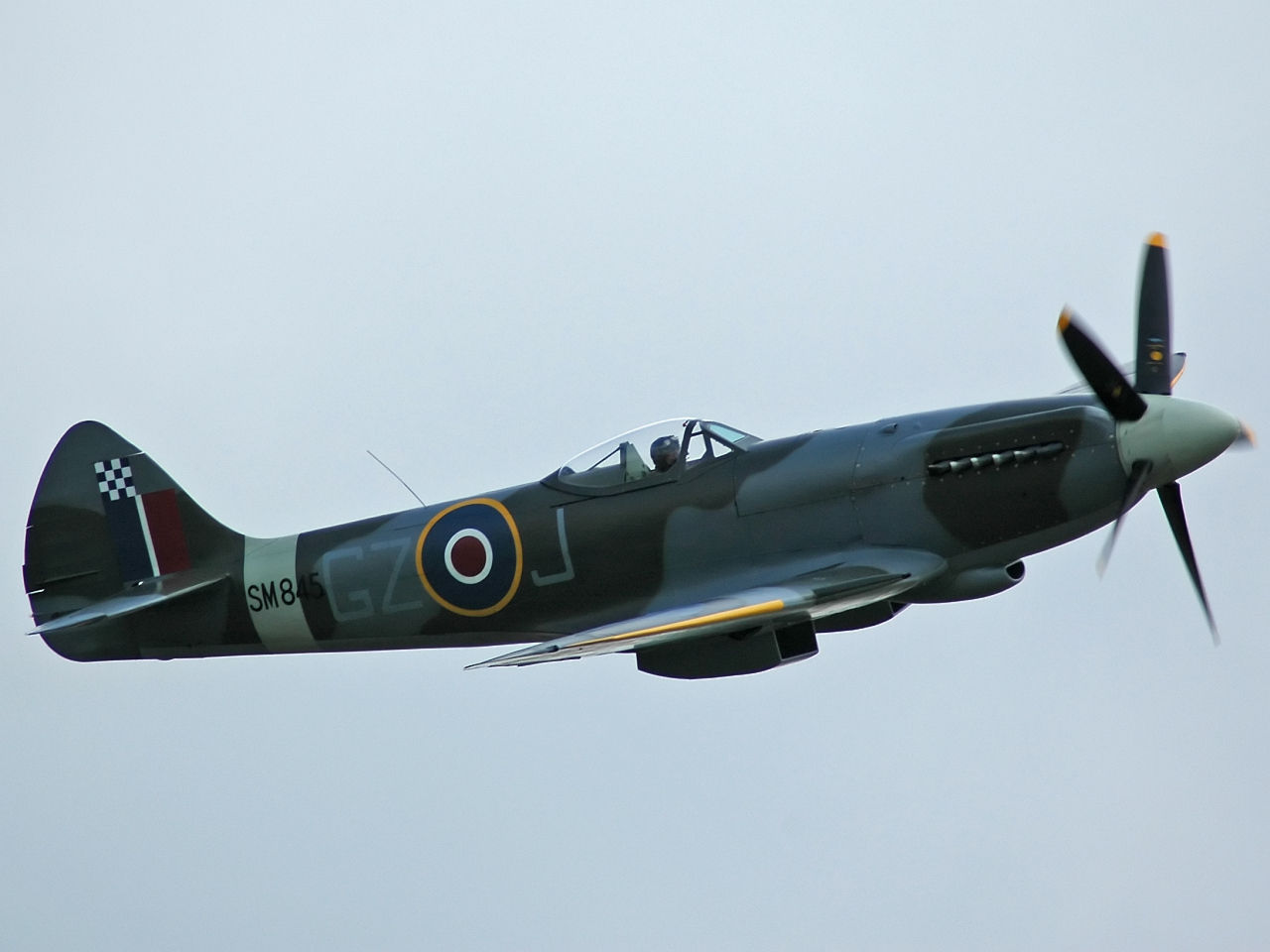
スピットファイア Mk. XVIII。

ロールス・ロイス社のマーリンエンジンの後継が、同社の2000馬力級エンジンであるグリフォンエンジンである。同じ2段2速過給器搭載型で比較すると、
- マーリン61

全長1.98m、全幅0.757m、全高1.145m、V型12気筒
- グリフォン65

全長2.05m、全幅0.749m　全高1.14m、V型12気筒
と、両者はほとんど大きさが変わっておらず、それゆえにスピットファイアにも搭載可能であった。
ただし乾燥重量だと948kgあり、744kgだったマーリンより200㎏ほど増えたので、対策として、大型垂直尾翼の採用により、操縦性の向上と同時に、機首のエンジンとの重量バランスを取った（Mk.XIV以降）。
マーリンの27,000 ccから37,000 ccへと排気量が大きくなり、オイルタンクも大きくなった事で、機首下部にあったオイルタンクを燃料タンクの前に移設した。この改修により、従来よりエンジンの取り付け位置が前に移ったことと、さらにスピナーも大型化したことで、機首が伸びた。また、グリフォンエンジンの出力軸はマーリンより少し低い位置にあるため、プロペラ軸の位置も少し下に下がり、さらに機首下部のオイルタンクが無くなったことで、スピナーに向けて機首が絞りこまれた。これらの結果、グリフォンスピットは、細身の印象の機体となった。
グリフォンエンジンのクランク回転方向はマーリンのそれとは異なり、減速後の軸の回転は左回り（パイロットから見て反時計回り）となるため、プロペラのピッチ（ひねり）もマーリンエンジン機とは逆である。シリンダーヘッドの張り出しが大きく、排気管上のフェアリングに大きな膨らみがある。これらの相違は搭載エンジンの外観上の識別点となる。ただし、このフェアリングの膨らみは、グリフォンエンジン自体が大きくなったからではなく（グリフォンの大きさはマーリンとほぼ変わらない）、機首の絞り込みにより、機首上面を曲面に整形したことによる。プロペラ軸がやや上方にあるマーリンエンジンでは、機首上面はやや角ばって整形されている。
総じてグリフォン搭載型は、エンジン出力の向上に機体強度が追いつかず、また、マーリンエンジンとはプロペラ回転トルクが反対方向になるため、当て舵が逆になることから、「高性能だが操縦が難しい」とされ、これらを失敗作と評価する向きも見られる。
なお、「グリフォン」という名称は、鷲の上半身とライオンの下半身をもつ伝説上の生物ではなく、シロエリハゲワシから取られたものである。「マーリン」も、アーサー王伝説の魔法使いではなく、コチョウゲンボウの事である。そもそもロールス・ロイスの航空エンジンが、「イーグル、ファルコン、ホーク」と猛禽類からの命名だったため、以後も踏襲したものである。
ロールス・ロイス グリフォンを搭載したスピットファイア Mk. XIIは1942年の夏までに配備された。このMk. XIIはわずか8分で高度1万メートルに達することができ、水平飛行で約640km/hの速度に達した。このタイプはマーリンエンジン搭載機に比べれば、速度と武装は向上したが、燃料消費が多く航続距離と搭載量に深刻な欠点をかかえていた。そのため、限定的な航続距離しか必要とされない本土防空戦闘機の役割が与えられ、もう一方のマーリンエンジン搭載機はヤーボとして運用された。
MK. 21以降は、正式にはスーパー・スピットファイアの名称が与えられているが、この名称は一般には浸透せず、単にスピットファイアと呼ばれることが多い。
Mk. XII（タイプ366）
Mk. VIII及びMk. IXのエンジンをマーリンからグリフォンに換装して製作されたのがMk. XII（タイプ 366）である。1号機の完成は1942年10月、第41飛行隊（タングメーア）と第91飛行隊（ホーキンジ）の2個飛行隊にのみ配備された。Mk. VIIIからの改造機が55機、Mk. IXからの改造機が45機である。Mk. VIII、Mk. IXの違いから尾輪が引き込み式と固定式の2種類が存在する。
Mk. XIV（タイプ 369/373/379）
1943年7月、Mk. VIIIにグリフォン60系エンジンを搭載したタイプ369を基に、機首の延長、プロペラ枚数の増加（5翅）、大型化された尾翼などを採用したタイプ379がMk. XIVで1943年12月20日に1号機が完成している。総生産数957機。
F/FR Mk. XVIII（タイプ 394）
1943年暮れから、スーパースピットファイアと称する開発が始まった。スーパーマリン社では、戦訓を活かし、Mk. XIVの燃料タンクの増設を図ったMk. XVIIIを完成させた。Mk.XVIIIは、1944年12月から開発を開始、1号機（シリアルナンバーSM844）の英空軍への引き渡しは1945年5月28日、香港の第28飛行隊に配備された。
FRとして202機が製造され、カメラ非搭載の99機は戦闘攻撃機として、対地攻撃に使用された。中にはRATOGとアレスター・フックを装備されたF XVIIIもあった。スーパーマリンで製造されたタンデム複座のタイプ518はTR XVIIIとして練習機として使用された。
第60飛行隊のMk XVIIIは、1951年1月1日のジョホール戦域Kota Tinggiでテロリストへの攻撃に使用された。
PR Mk XIX（タイプ 389/390）

Mk. XX

Mk. 21（タイプ 368）
翼内スペースの効率的な利用のために翼内構造を改めた機体であり、翼内への燃料タンク追加により航続距離が延長された。また、主脚が延長され、Bf109のように胴体に対し角度を付けて設置しトレッドを拡げることで地上滑走における安定性の向上が図られている。飛行性能の面では、翼端の形状を変更しエルロンを改良することでロール性能が向上した。なお、この型より層流翼へ変更されたという誤解が一部に存在するが、翼型は従前通りのNACA2200シリーズであり層流翼ではない。1号機の完成は1944年1月27日、総生産数は120機。これ以降スピットファイアの型式は、ローマ数字からアラビア数で表記されるようになった。「ヴィクター」の呼称も予定されていたが不採用となっている。
Mk. 22（タイプ 356）
Mk. 21のキャノピーをバブル・ウインドとし、スパイトフルの尾翼を流用、電源を12Vから24Vに変更したのがMk. 22（タイプ 356）であり、278機が生産された。
Mk. 23
Mk. 21を基に高々度用として設計されたのがMk.23（タイプ372）である。Mk. 21からの違いは、垂直尾翼の大型化、尖端翼の採用である。生産はされていない。名称は「ヴァリアント」の予定であった。
Mk. 24
Mk. 22の後部燃料タンクを変更、1946年2月から1948年2月までに81機が生産された。
スパイトフル
スピットファイア Mk. 20シリーズのために用意された新設計主翼は、開発の途中で別系統の主翼が生み出された。翼断面をP-51 マスタングと同様の層流翼型にし、前後縁も直線テーパーにした。この新設計翼をスピットファイア Mk. XIVと組み合わせた機体が、社内タイプ371として1944年半ばに試作された。しかし、新しい主翼は従来の胴体にはうまく合わず、胴体も新設計にするべきという結論に達し、スピットファイアとは別にスパイトフルと名づけられた。

## 海軍型

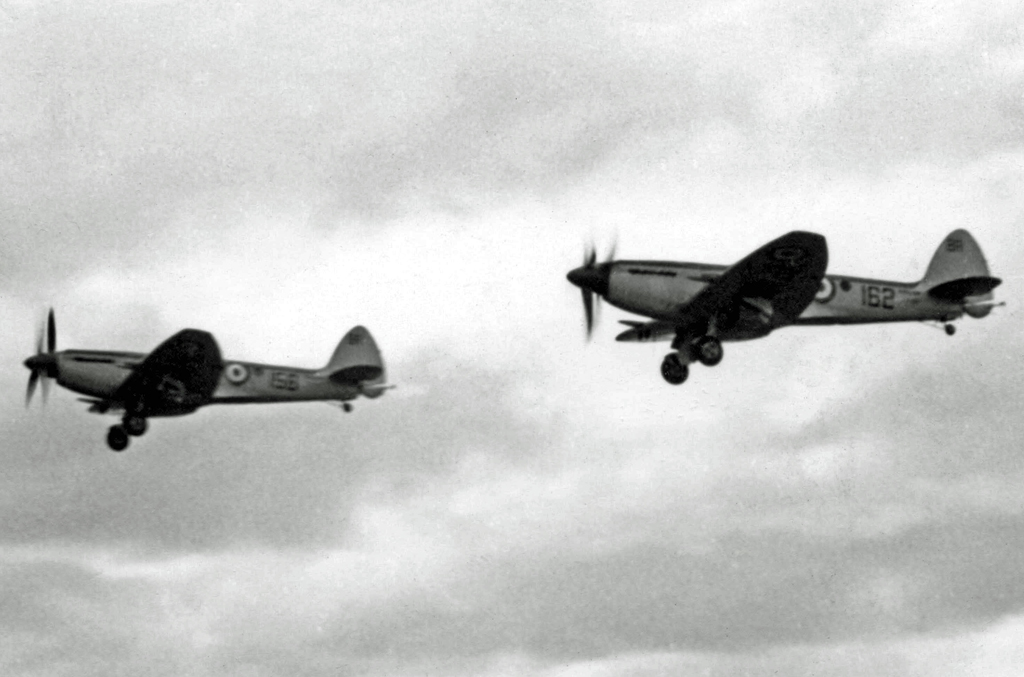
イギリス海軍予備員の第1833海軍航空隊所属のシーファイア F.47 2機。VP474号機(左)とVP487号機(1953年5月撮影)。

第二次大戦勃発時にまともな艦上戦闘機を持たなかったイギリス海軍艦隊航空隊（Fleet Air Arms、FAA）は、艦上戦闘機としてハリケーンとスピットファイアのどちらが相応しいか調査を開始した。
1941年、FAAは空軍のスピットファイアMk.Vを100機借用した。FAAは54機を慣熟訓練用として運用し、残りには応急的にカタパルト用フックとアレスティング・フックを取り付け、離着艦テスト用の機体"Hooked Spitfire"として空母イラストリアスで試験を行った。
この試験の結果を受けて、最初から陸上機として生産されたスピットファイアに空母で運用するための着艦フックや折りたたみ式の主翼など艦上機用装置を装備すると共に機体構造を強化されたものが生産され、実戦部隊に配備された。スピットファイアは主脚の間隔が狭かったために安定した着艦が難しく、着艦時の事故が頻繁に発生したが、主脚の構造を艦上機として再設計している余裕がなかったため、設計の変更はなされていない。しかし、イギリス海軍にとって新型艦上戦闘機の導入は急務であったため、生産と配備は継続された。真っ先に投入されたのはソビエト連邦に向かう輸送船団で、第二次世界大戦中の北極海における輸送船団でアヴェンジャーなどの護衛空母に搭載された。
イギリス海軍向けのスピットファイアはシーファイア (Seafire) と呼称された。これは「海軍向けスピットファイア」を意味する「シースピットファイア (Sea Spitfire)」を省略したものであるが、Seafireとは日本でいうところの「不知火」を指す言葉でもある。スーパー・スピットファイアの艦上機型（MK. 45～47）を「スーパー・シーファイア」と呼ぶ事もあるが、公式な名称ではない。

## 各種型式
Mk. Ib（タイプ 340）
既存のMk.Vにカタパルト用フック、アレスティング・フックを装備して、胴体下部縦通材を補強、各種計器を海軍式に換装したものである。1942年から43年にかけて166機が制作された。
Bウイングが装備され、主翼は折りたためなかった。1942年6月に最初のシーファイアMk.Ibが空母フューリアス所属第807飛行隊に引き渡されている。
Mk. IIc（タイプ 357）
Mk.Ibと同様の機体であるが、最初からシーファイアとして生産された機体である。護衛空母やカタパルトの無い空母からも発進できるように主翼上面にRATOを取り付けることができた。極少数の機体にはプロペラが4枚のものもあった。
一部の機体には偵察カメラが搭載され、F.R.Mk.IIcとして使用された。
LF.Mk.III（タイプ 358）
ジョセフ・スミスによって主翼が折りたためるようにした機体である。1943年4月から生産が開始され、1945年7月24日までに1,220機が生産された。
LF.Mk.IIIはシーファイアの主力として、ヨーロッパのみならず北海、地中海、インド洋、太平洋で活躍した。1945年8月15日には関東上空で零戦とも交戦している。
F.Mk.XV
グリフォンエンジン搭載型シーファイアの最初の型。エアフレームはMk.XIIに近く、Mk.XIVのように機首の延長や垂直尾翼の大型化は行っていない。Mk.15とMk.17は空軍のスピットファイアと通しの型番がつけられている。
F.17
F.Mk.XVのキャノピーをバブルトップに変更した型。数あるスピットファイアの各型中、イギリス軍では最も遅く(1954年11月)まで使用され、朝鮮戦争に出撃している。
シーファング
本機はスパイトフルを艦上機化したもの。こちらはスパイトフルとは違い、構造、装備品が大幅に変化している。最初の艦載機型のMk.31ではプロペラ、エンジンの詳細は不明だが着艦フックとその他の装備が違うだけでほとんどスパイトフルと同様の機体である。こちらは主翼折りたたみ機構がないことから、暫定生産型と思われる。一方、本格的な生産型であるMk.32ではグリフォン89エンジンとロートル2重反転プロペラを組み合わせ、主翼折りたたみ機構を持つ。本機もスパイトフルの項目に書いてあるとおり、ジェット化の浸透までのつなぎ機にホーカー社のシーフューリーが選ばれたため、量産はされていない。

### 各型式の画像

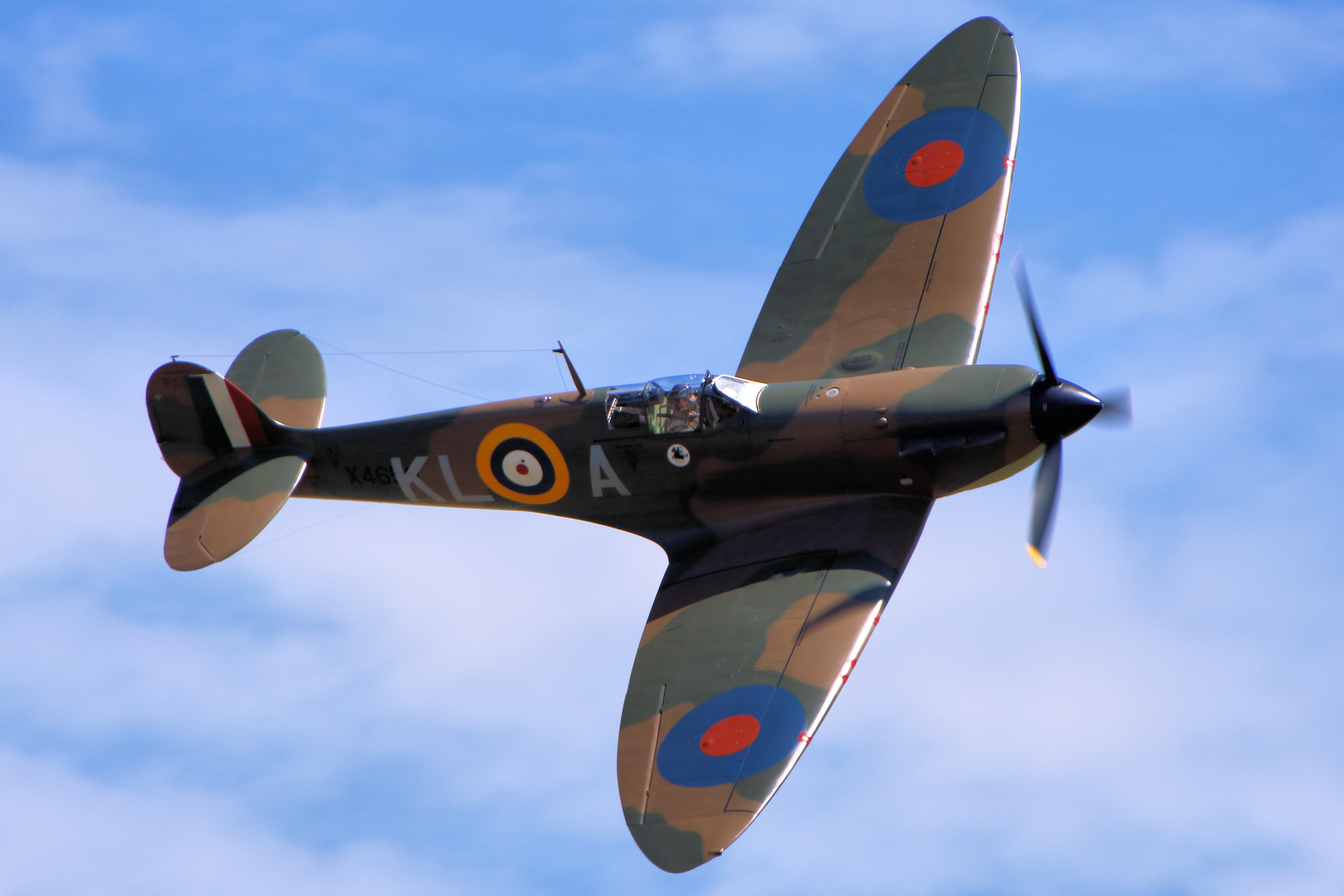
Mk.I
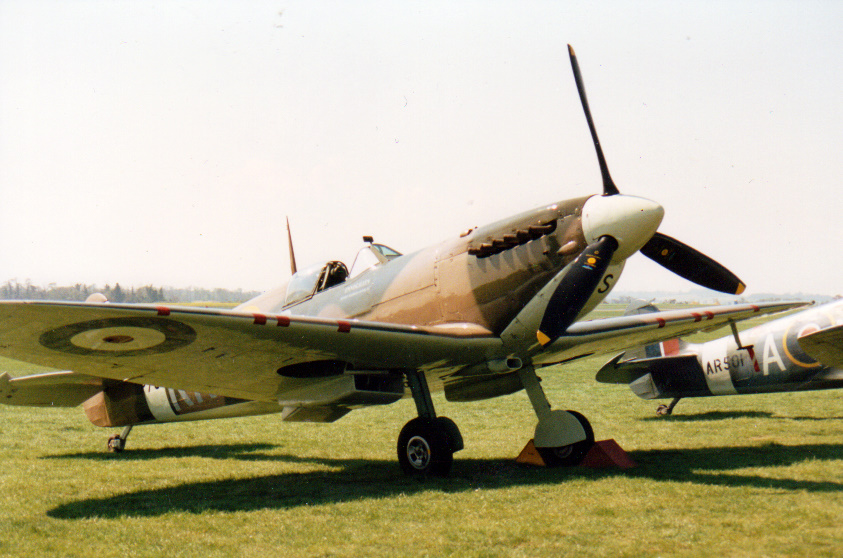
Mk.II
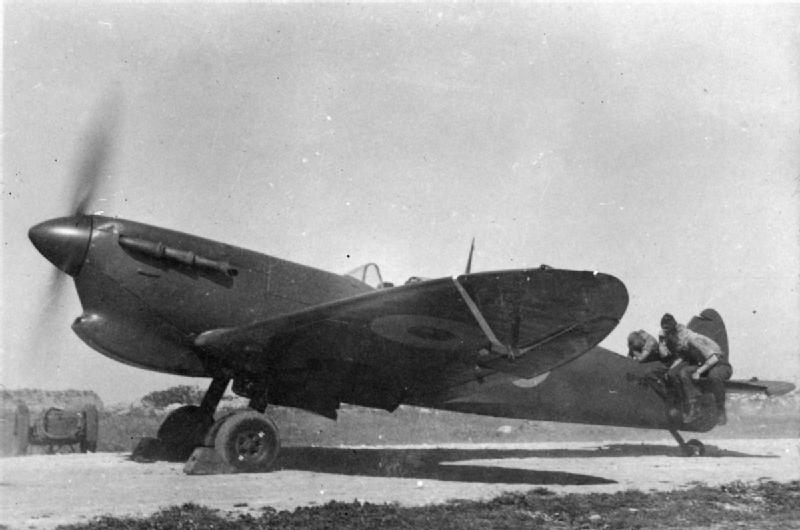
Mk.IV
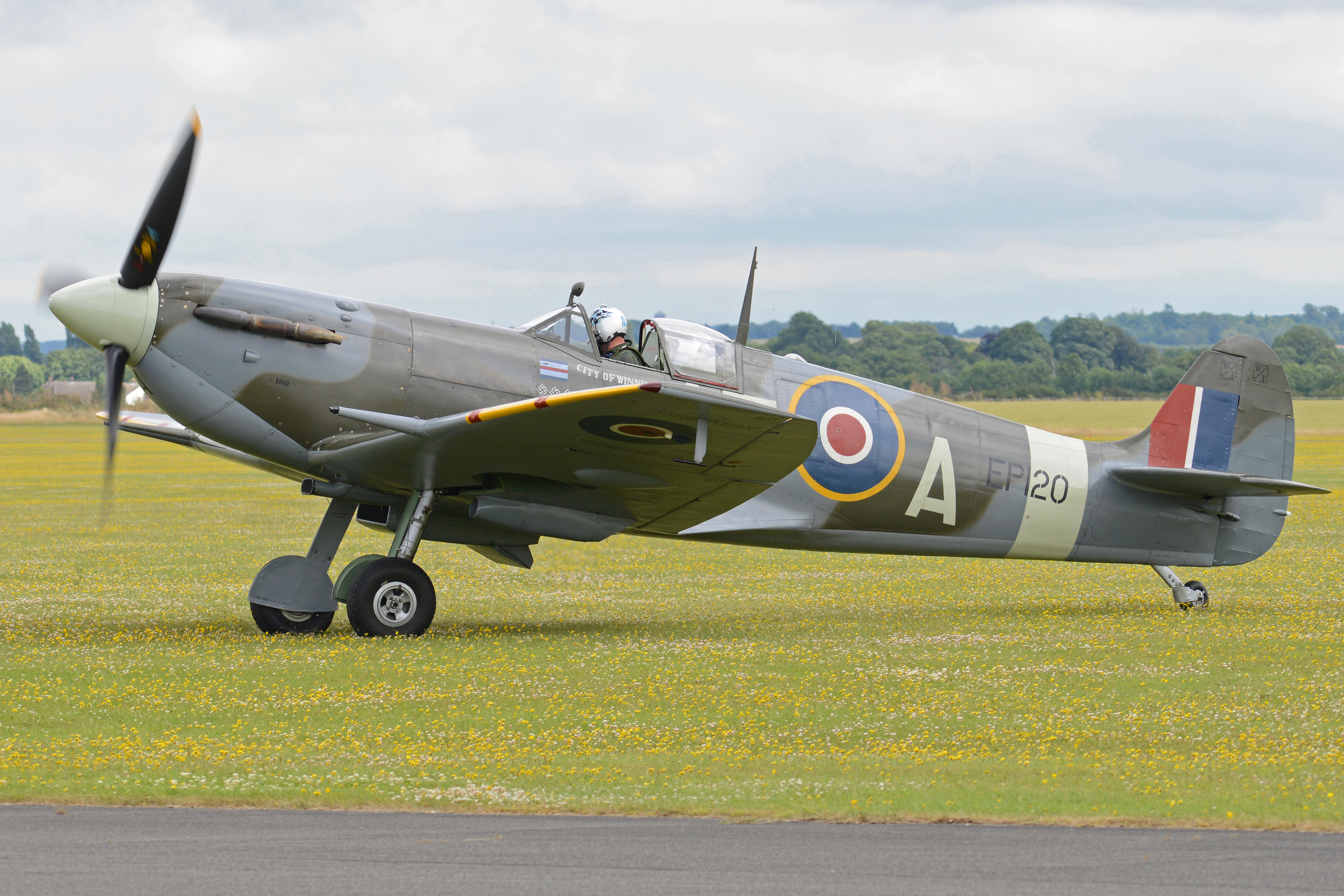
Mk.V
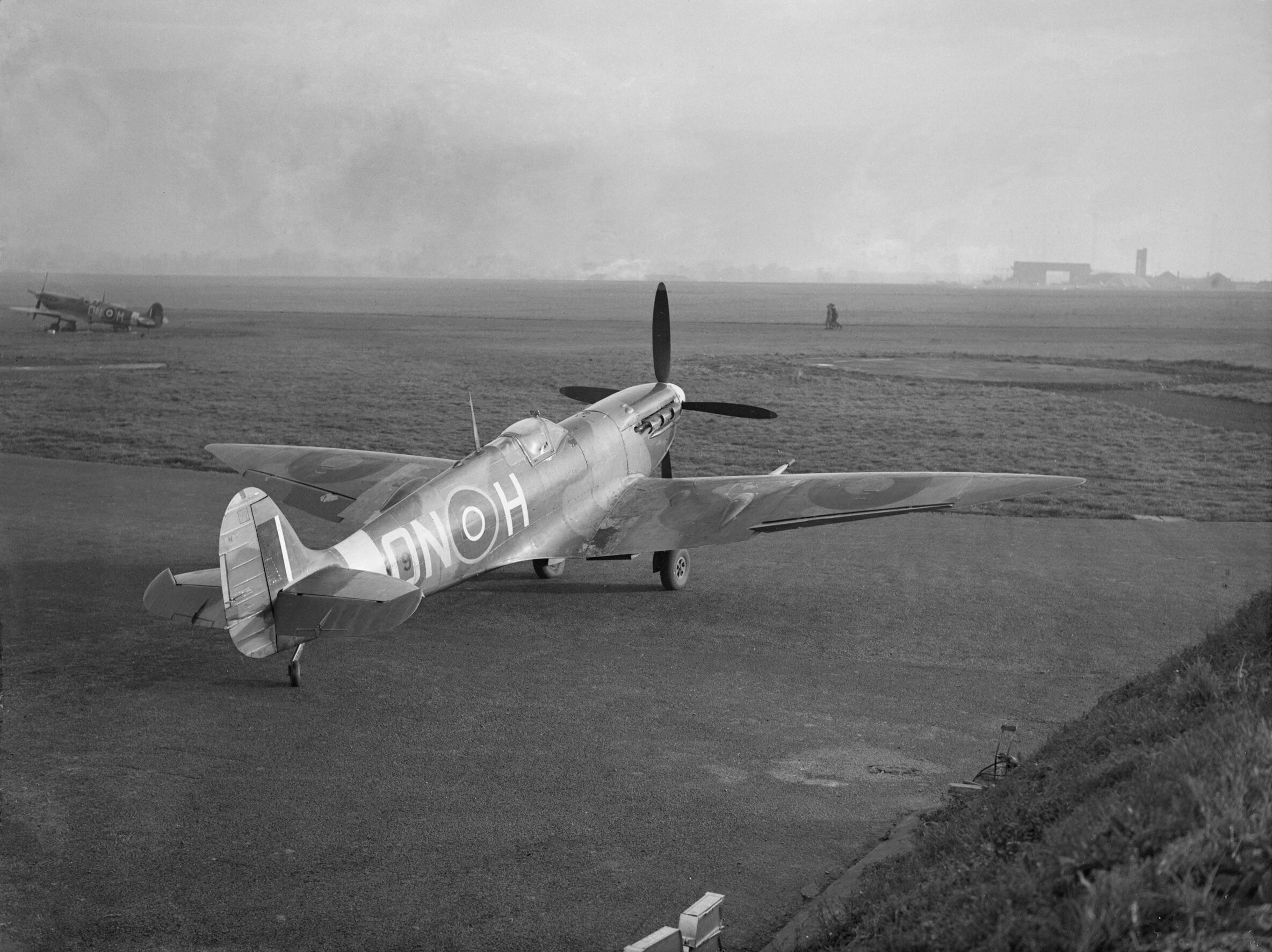
Mk.VI
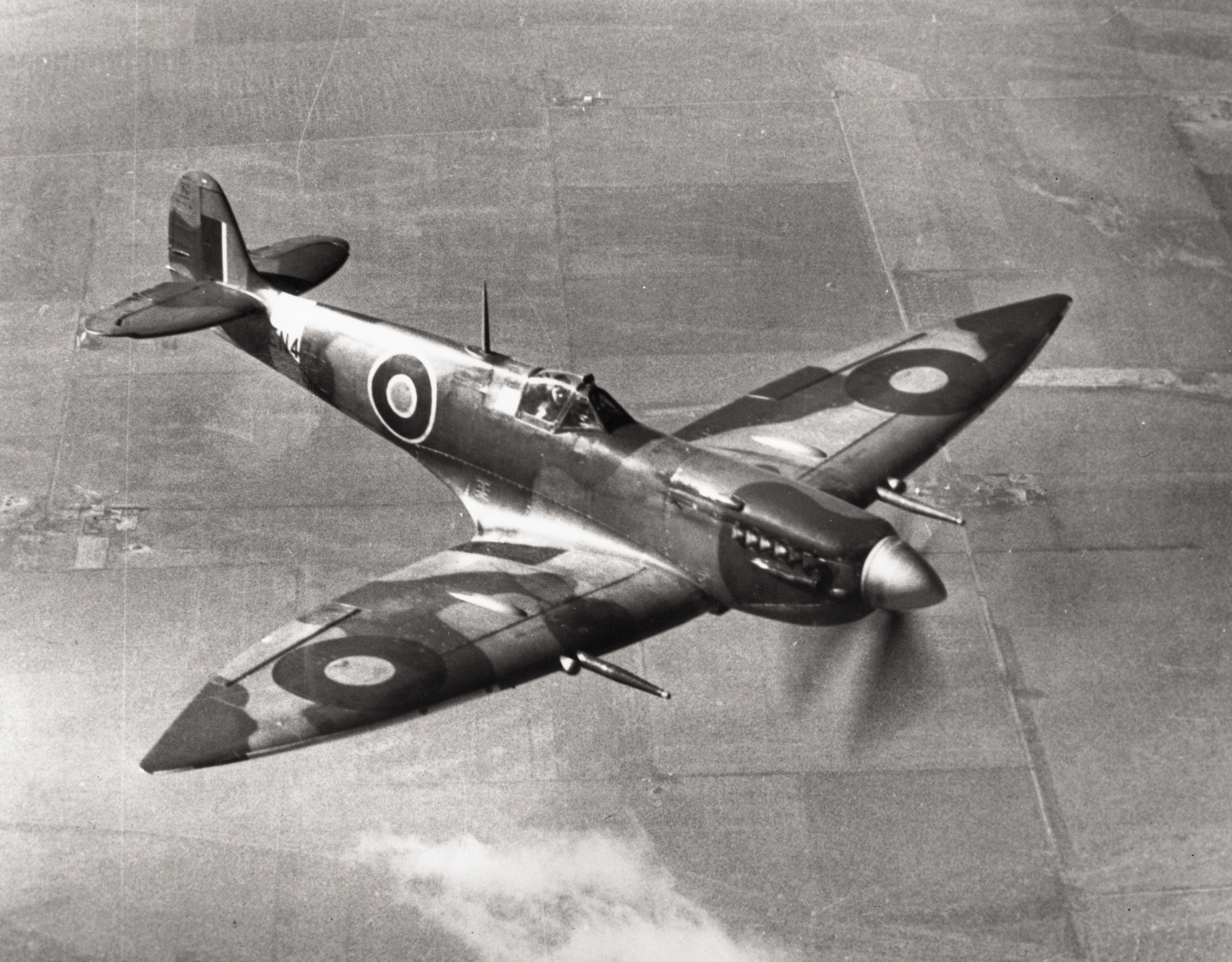
Mk.VII
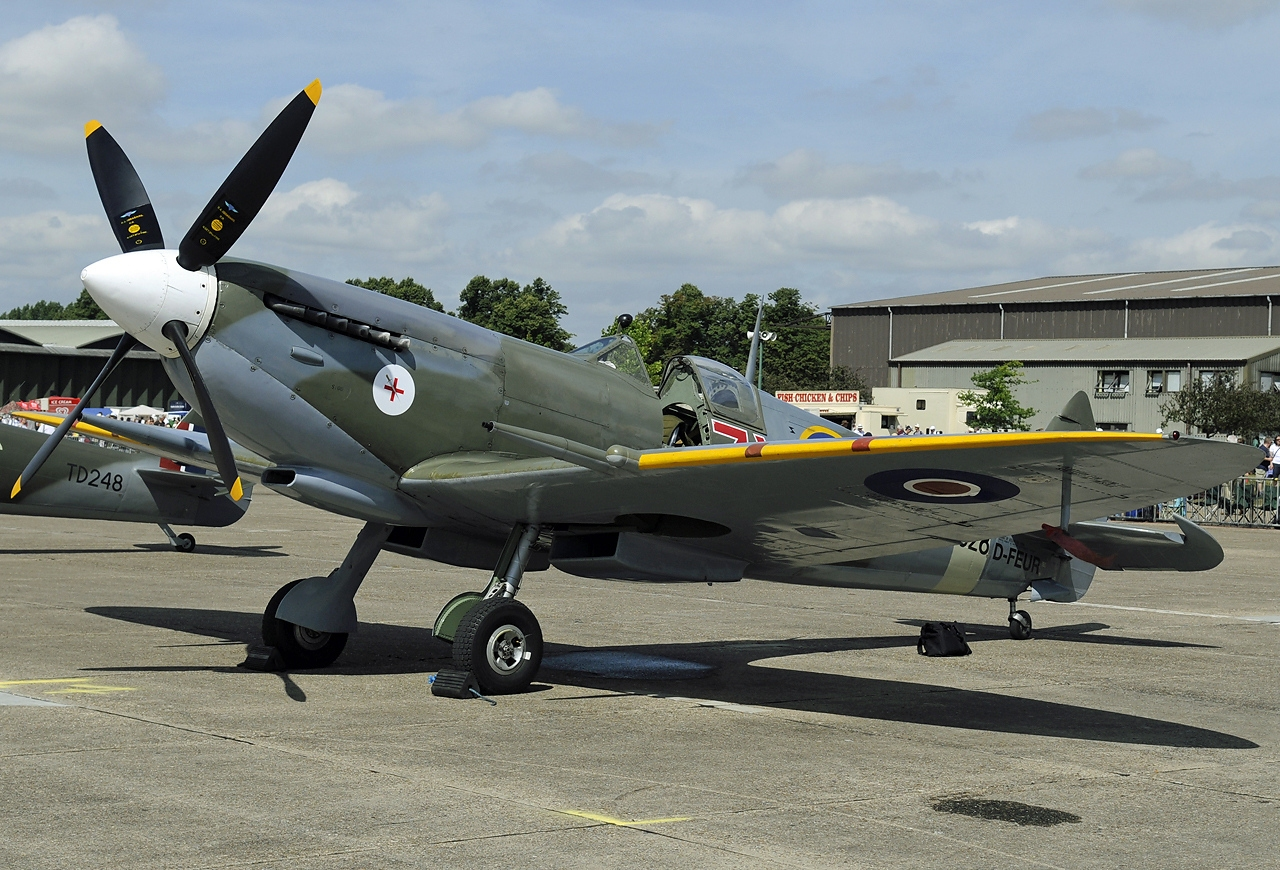
Mk.VIII
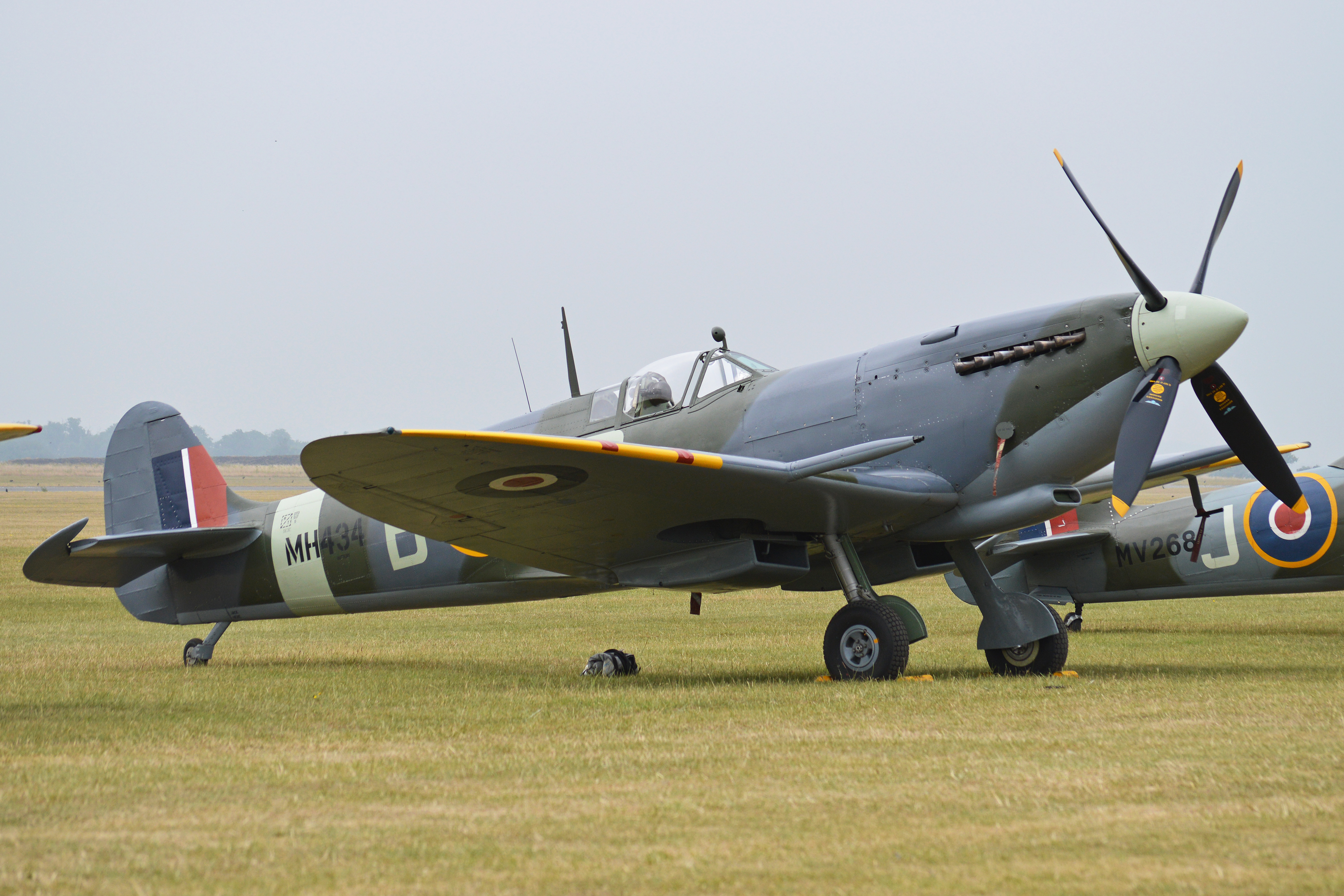
Mk.IX
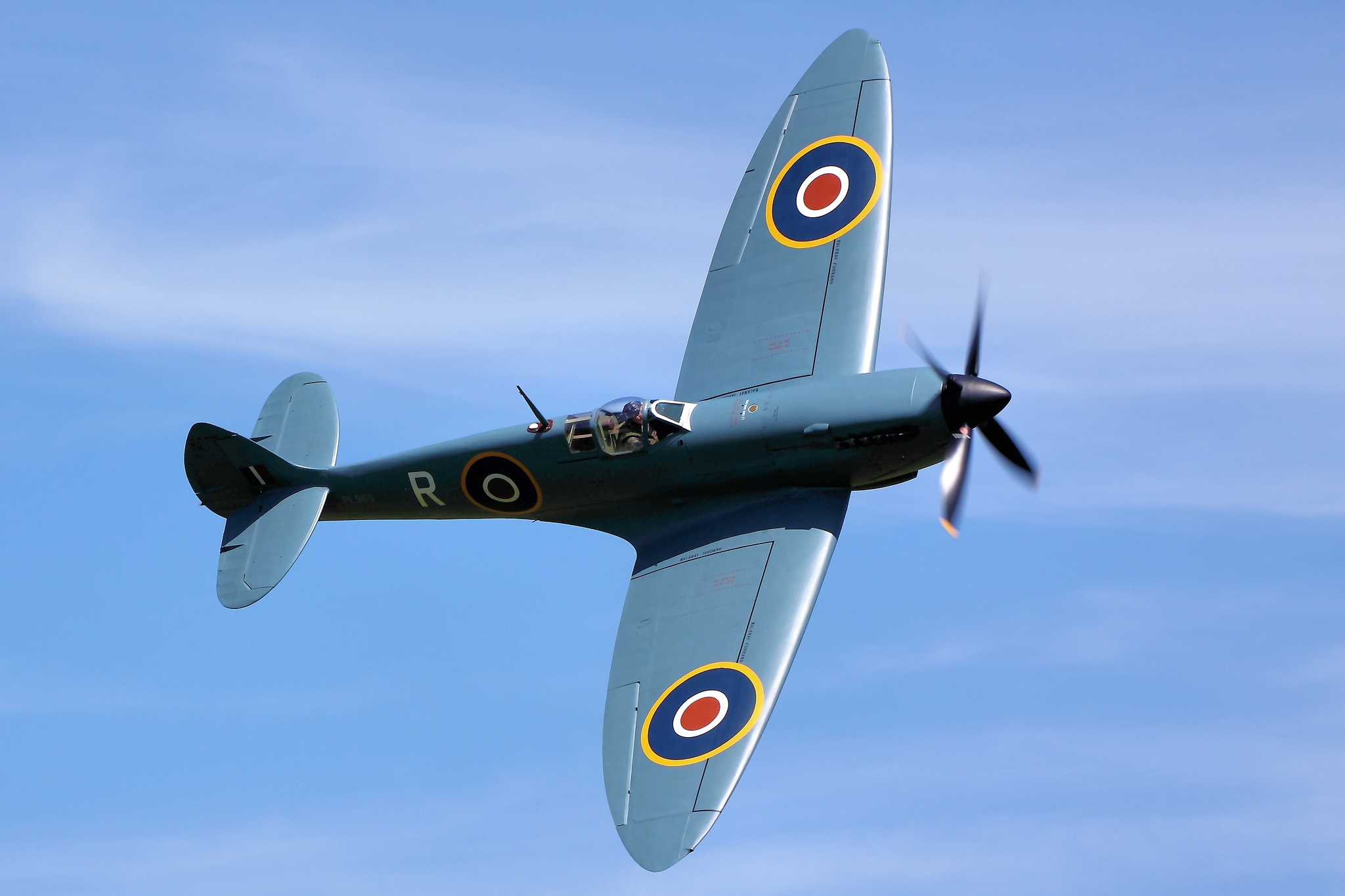
Mk.XI
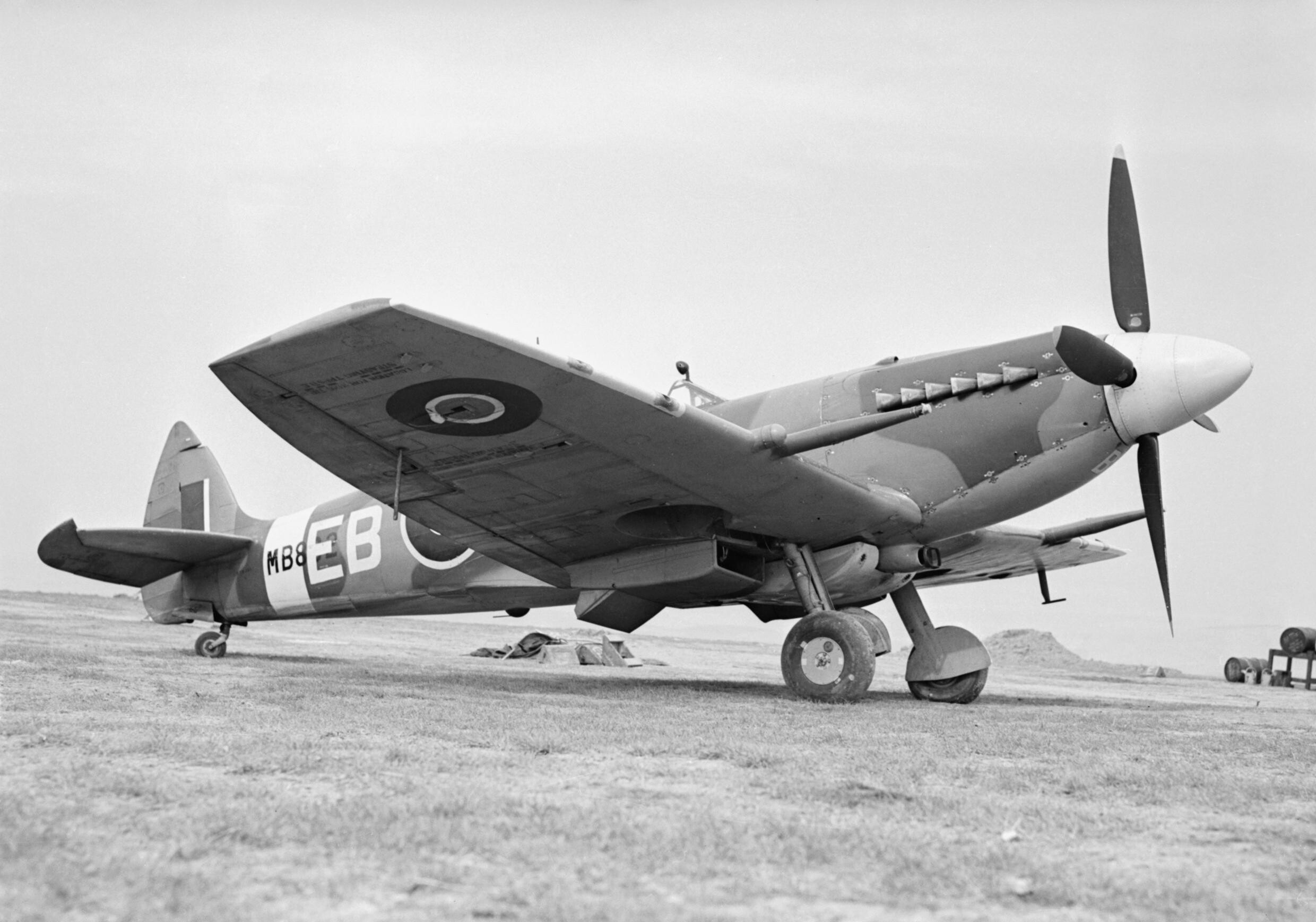
Mk.XII
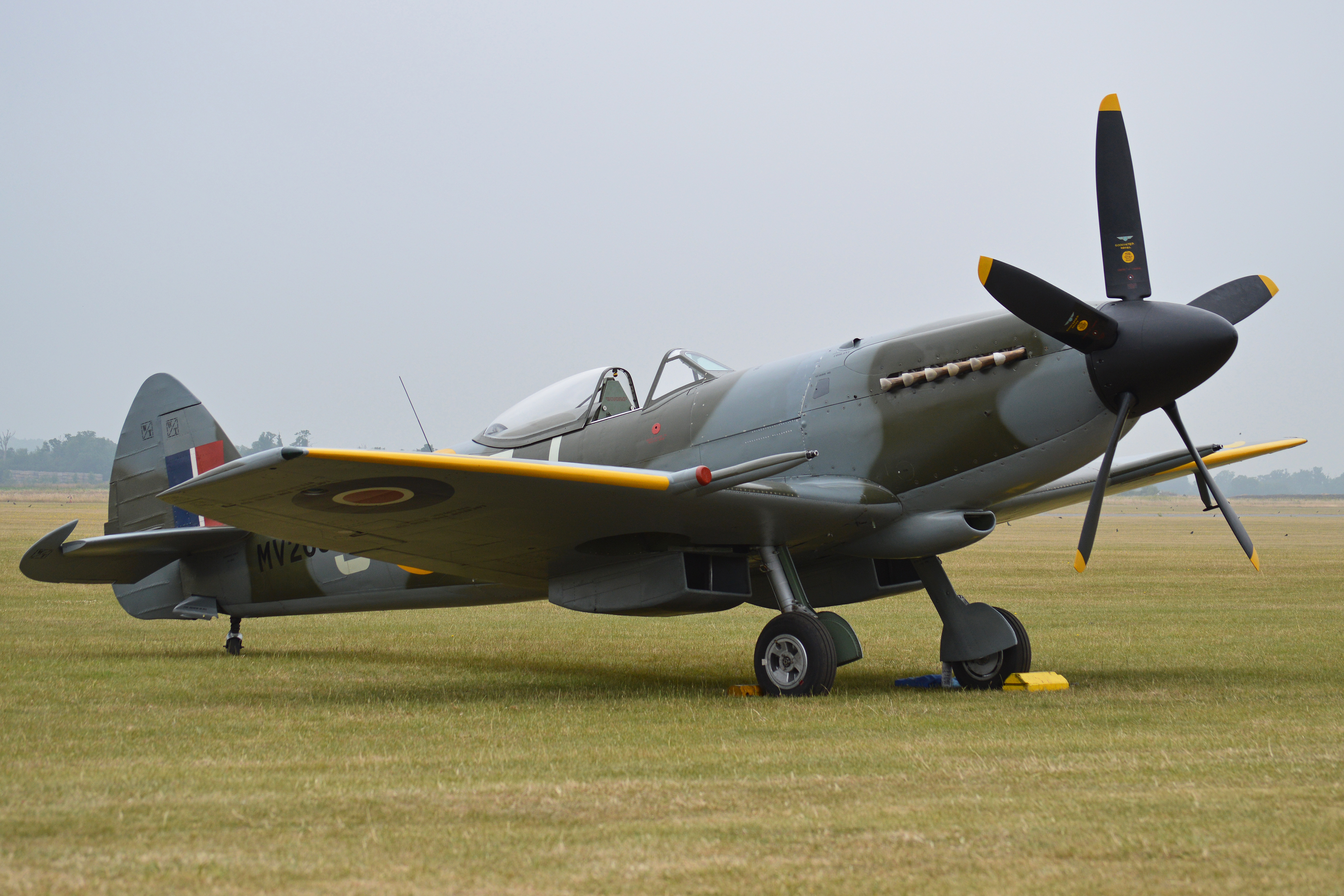
Mk.XIV
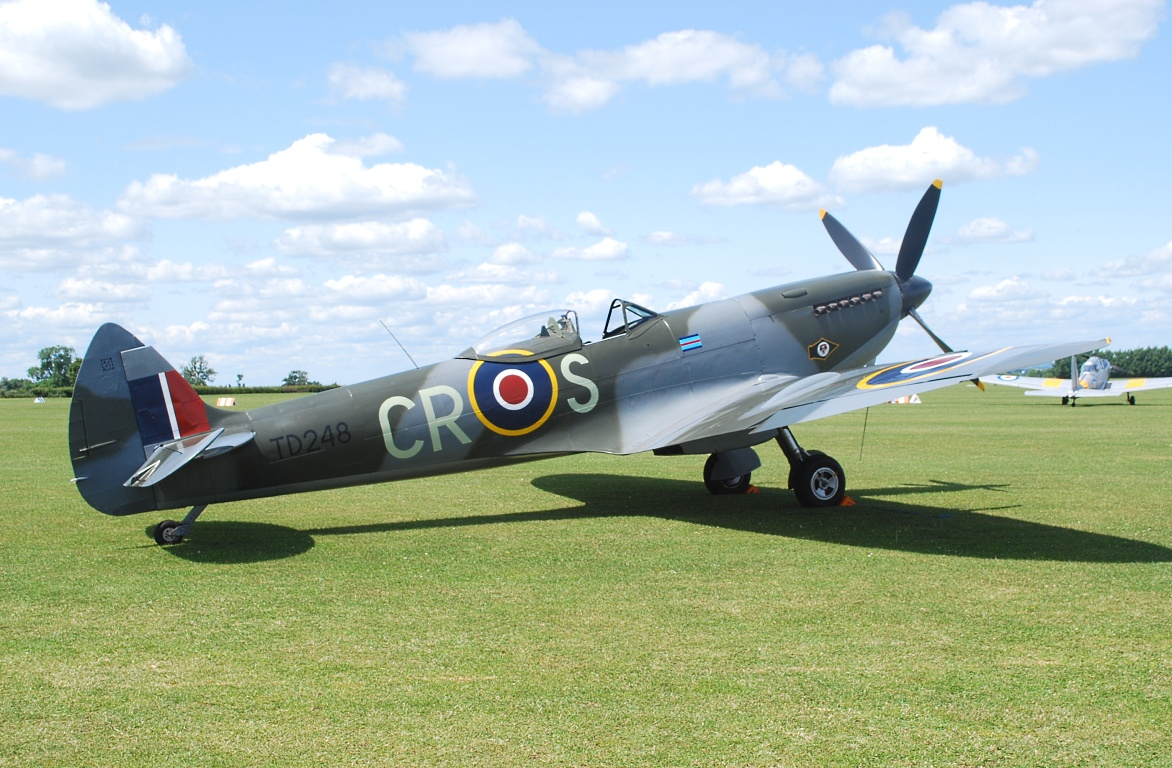
Mk.XVI
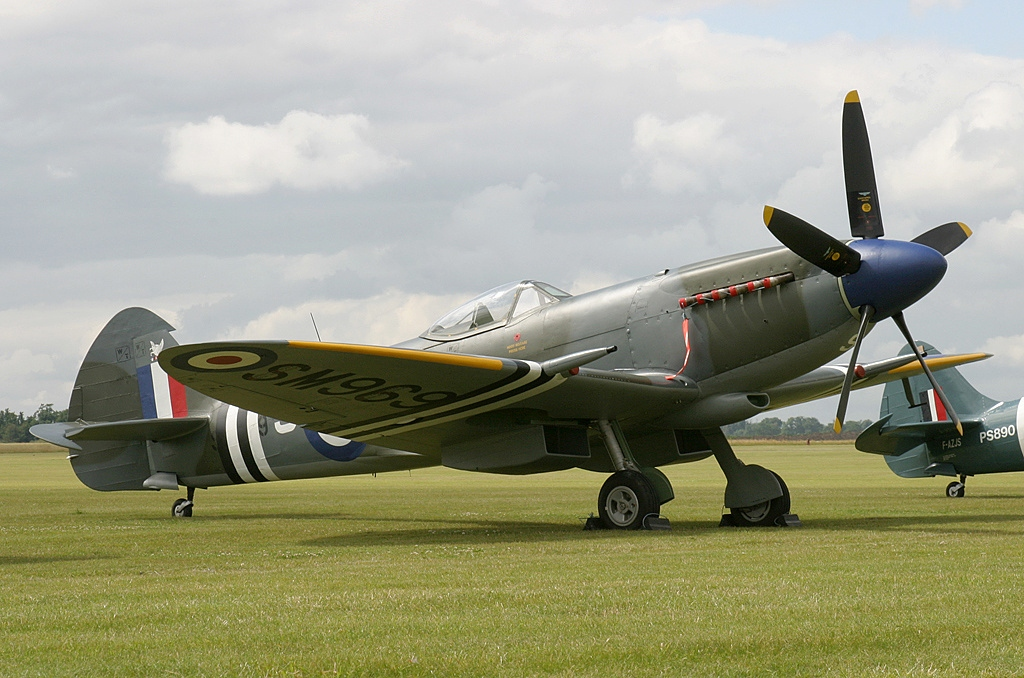
Mk.XVIII
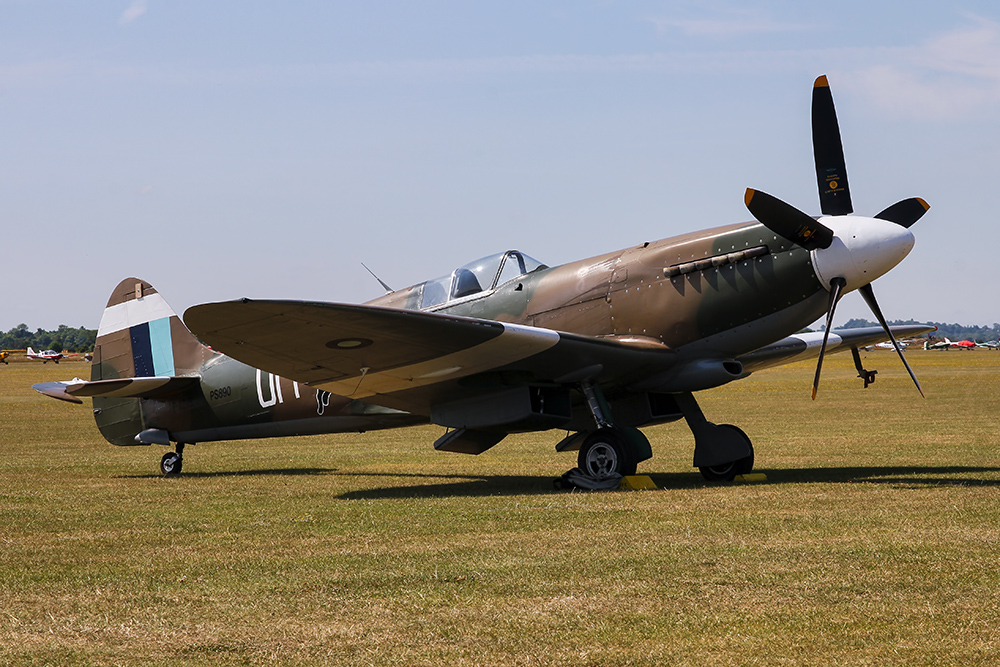
Mk.XIX
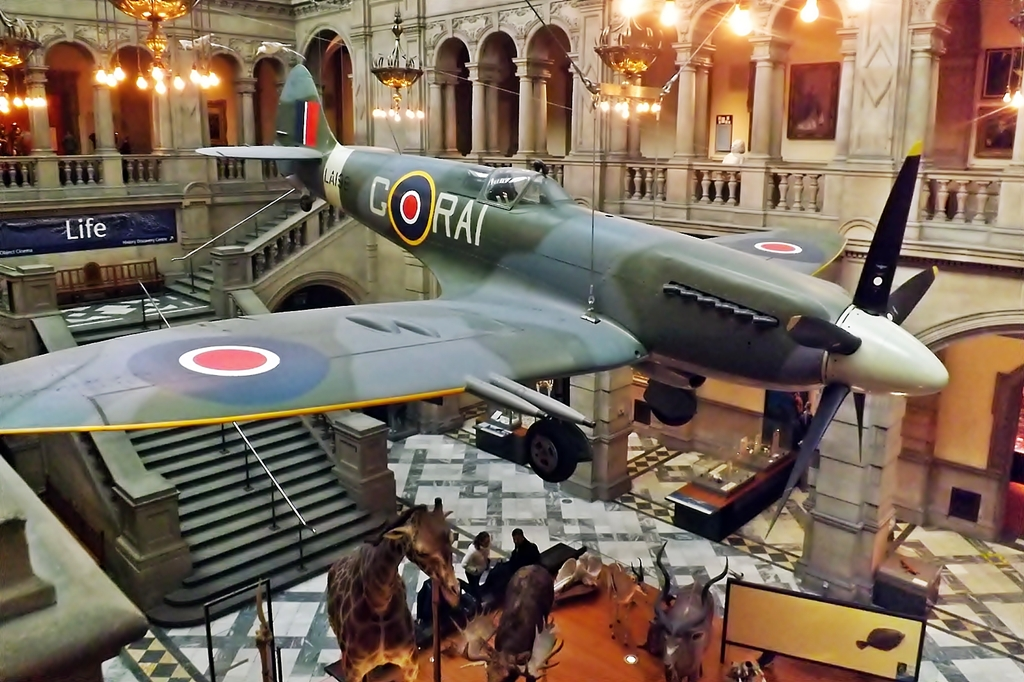
Mk.21
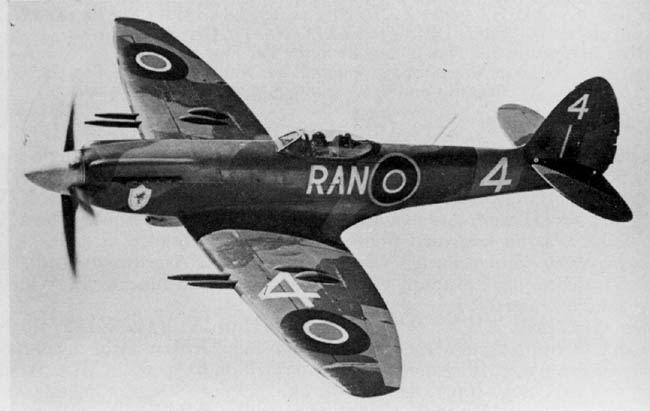
Mk.22
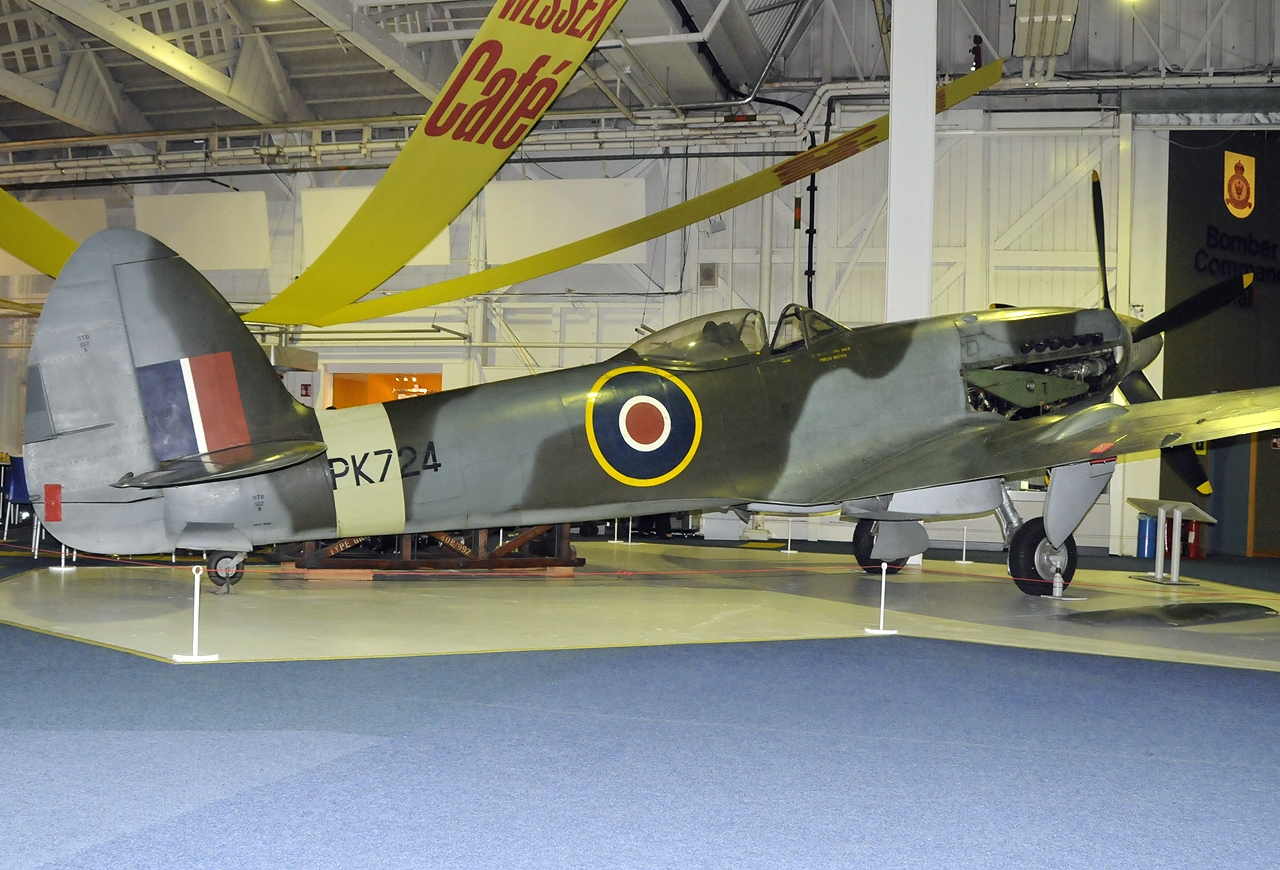
Mk.24

## 運用

### 西部戦線

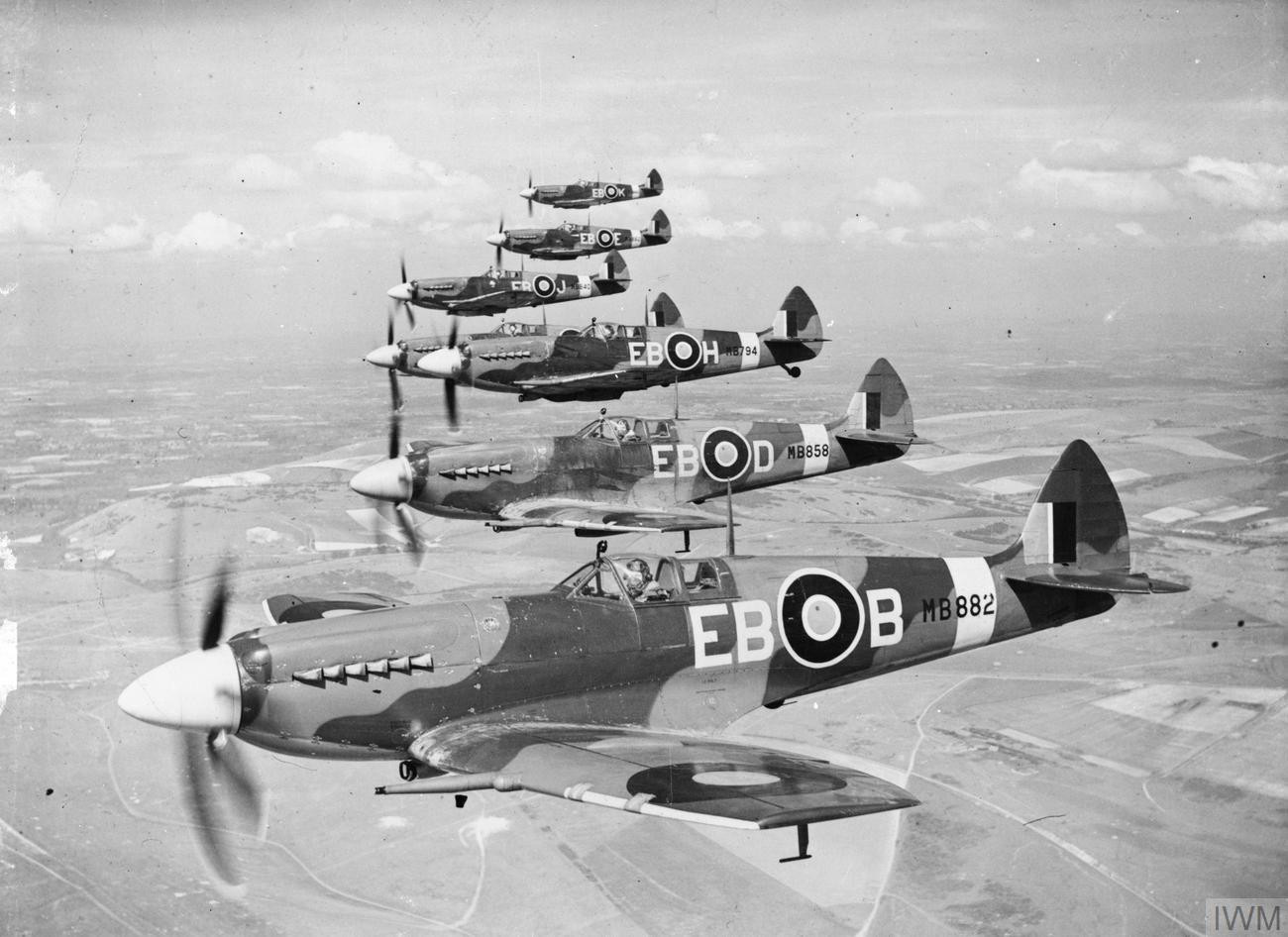
第41飛行中隊のスピットファイア Mk. XII。

スピットファイアは、バトル・オブ・ブリテンにおける勝利の立役者とされ、その設計者のミッチェルとともに「The First Of The Few（邦題「スピットファイア」）」という映画にもなって称賛されている。
ドイツのエースパイロットであるアドルフ・ガーランドが、「どんな飛行機が欲しいか」と聞いたヘルマン・ゲーリングに対し、皮肉を込めて「自分の部隊を全てスピットファイアにしていただきたい」と述べるなど、敵方のドイツ空軍パイロットからの評価も高い機体であった。
ハリケーンは、スピットファイアに対して翼の構造上、重武装を搭載するにあたり幾分か有利であった。それらは爆撃機や対地攻撃に効果を発揮し得たが、そういった火器を増強すると機動性と加速力、上昇力に影響を及ぼした。重くなったハリケーンはドイツの戦闘機との空戦には向かなかった。一方、スピットファイアはBf 109と肩を並べられる存在であった。
ドッグファイト（空中戦）では、その機動性とコックピットの良好な視界という要因によって、ドイツ軍の戦闘機に対してスピットファイアがかなり多く勝利をおさめている。燃料噴射装置を搭載するBf 109は、スピットファイアに追撃されるとマイナスGをかけながら降下して離脱した。在来のキャブレター式で燃料供給されるスピットファイアがマイナスGでエンジンが停止することを知っていたためである。設計陣とパイロットたちを悩ませたこの弱点は、王立航空機関 (RAE) の女性研究者ベアトリス・ティリィ・シリング（Beatrice (Tilly) Shilling）の考案になる、小さな孔をあけたダイヤフラムを追加してバルブをバイパスする、すこぶる簡潔だが巧みな仕掛け（通称「ミス・シリングのオリフィス」en:Miss Shilling's orifice 、邦訳「シリング嬢の煙突」）で打開された。バトル・オブ・ブリテンでは、スピットファイアが護衛戦闘機のBf 109やBf 110を攻撃し、その間にハリケーンが爆撃機を攻撃するといった戦法も用いられた。バトル・オブ・ブリテン全体で見れば、ドイツ軍が撃墜した10機のうち7機はハリケーンであった。
しかしながら、スピットファイアはライバルのBf 109と全く同じ、主脚の引き込み方式に由来する地上での安定性の不足、そして航続距離の短さという欠陥を抱えていた。防空戦闘機として活躍する際には航続距離は問題とならなかったものの、ドイツ本土に侵攻する爆撃機隊の護衛戦闘機としては致命的であった。ドイツとフランス上空が主戦場となった戦争の後半において、制空任務を務めたのは、増槽を持つアメリカ製のP-51 マスタングであり、イギリス空軍も本国の防空よりも敵地での地上攻撃が主となっていったことなどから、スピットファイアは戦闘爆撃機型と武装偵察機型の活躍が主となる。
戦闘爆撃機型のスピットファイアは、P-51やP-47などのアメリカの戦闘機や、ホーカー タイフーンやホーカー テンペスト等と比べれば、搭載量も航続距離も低かったが、これらの戦闘機よりも軽量で、滑走路も短くて済むため、地上部隊の直協任務に適していた。

### 地中海戦線
防塵用フィルターのボークス（Vokes）を機首下に装備したスピットファイア Mk. Vが、ドイツ軍やイタリア軍と対峙していた北アフリカ、地中海、中東へ派遣された。最初に派遣されたのは補給が困難となったマルタ島で、1942年に空母イーグルから発艦して直接マルタ島の飛行場に降り立った。この進発を皮切りにスピットファイアが主に空母で送られたが、一時的にイギリス海軍がドイツ空軍の空襲により制海権を失いかけると、ジブラルタルからマルタ島まで直接無補給でスピットファイアを送る試みがなされた。この試みで、大型増槽の装備と武装の削減を施されたMk. Vが巡航で1,770 kmを無補給で飛び、17機のうち1機を除いてマルタ島にたどり着いた。その後もイギリス海軍の協力を得て、スピットファイアだけで270機以上がマルタ島に送られ、ドイツ空軍やイタリア空軍との戦闘を繰り広げた。
北アフリカでは、ボークス装備にともなう空気抵抗によって速度の低下及び機動性の劣化が避けられなかったため、小型のアブキール・フィルターが現地部隊によって開発された。これによって、速度の低下、機動性の劣化は多少改善された。また、より高性能なMk. VIIIが送られるとシシリー島やイタリア戦線でアメリカ空軍と連携して戦線を支えた。しかし、イタリア戦線でも制空任務への役割が低下すると、地上攻撃に従事した。

### 東部戦線
東部戦線では、ソ連に提供されたスピットファイアがドイツ軍と戦った。最初のスピットファイアはイラン経由でソ連に送られたMk.Vで、その後Mk. IXなどが追加された。
しかし、主脚トレッド幅の小さいスピットファイアは、整地不十分な前線の飛行場では離着陸時に事故を起こす危険性が高かった。
このため前線戦闘機（制空/戦術戦闘機）としては不適とされ、またソ連製戦闘機よりも高空性能に優れることから、後に都市部を守る防空軍に回され迎撃の任に就いた。

### 太平洋戦線
1942年（昭和17年）2月に、日本軍によるオーストラリア本土進攻の脅威を受けたオーストラリア首相のジョン・カーティンから、チャーチルに宛ててスピットファイアの派遣が要請された。イギリス空軍（RAF）の戦闘機軍団に所属する第54飛行隊、第452飛行隊、第457飛行隊がリヴァプールを発ち、インド洋の制海権、制空権を得た日本軍を避けてオーストラリアのメルボルンに着いたのは同年6月であった。
第54飛行隊を除き、パイロットはオーストラリア人で構成されており、48機のMk. Vを装備していた。10月になって定数機が全て揃い、翌月にクライヴ・コールドウェル少佐を指揮官に据えてオーストラリア空軍（RAAF）第1戦闘航空団が編成された。
年が明けた1943年の1月から、各部隊はオーストラリア北部への配置が開始され、3月にラバウルからクーマリー・クリーク基地へ襲来した大日本帝国海軍の第202海軍航空隊と第753海軍航空隊を迎撃したのが初の本格的な空戦であった。5月2日の戦闘では5機のスピットファイアを失ったが、6機から10機の日本海軍機を撃墜した。しかし、その他の5機が機体の損傷や燃料不足、エンジン故障で不時着し、このうちの2機だけが戦線へ復帰した。

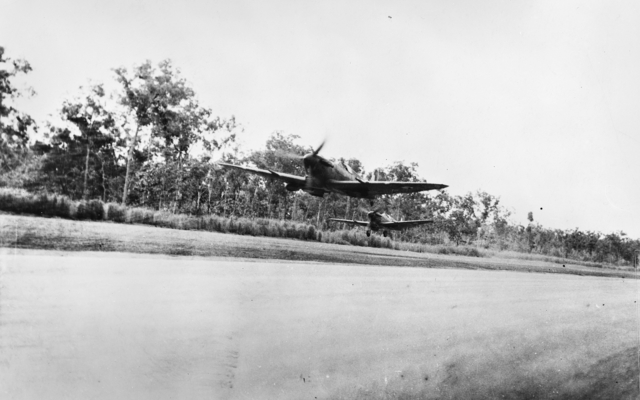
ダーウィン基地を離陸するオーストラリア空軍のスピットファイア（1943年3月）。

1943年2月から、ポートダーウィン上空に来襲する日本海軍の零式艦上戦闘機と数次に渡って会戦した。状況は非常な長時間飛行で長駆飛来する零戦を、レーダー管制にて待ち伏せ迎撃するという、スピットファイアにとっては極めて有利なものであったが、結果は零戦の5機喪失（未帰還3機）に対し、スピットファイアは喪失42機（未帰還機26機）という一方的なものであった。このほか、両軍一次資料による実損害等と照らし合わせたものでは、全9回の日本海軍との空戦で零戦7機喪失に対しスピットファイア34ないし35機喪失となる大きな損害を受けた。
RAAFパイロットの多くは、欧州戦線で高速のBf 109やFw 190へスピットファイアの旋回性能を生かした格闘戦で対抗してきた経験から、それまでに高い操縦性を持つ零戦と対峙していたP-40戦闘機隊の「一撃離脱戦法に徹すべき」という忠告を聞かず、零戦が得意とする格闘戦に正面から挑んでいき多くが撃墜された。対戦した日本側の第202海軍航空隊、第753海軍航空隊が、搭乗時間1,000時間以上の熟練パイロットで構成されていたことも敗因とされる。
この結果を受けてRAAFのコールドウェル中佐は、零戦の対策法として「零戦とドッグファイトに入るのは賢明ではない。高速を利用した急降下攻撃を何度も繰り返すべきである」とパイロットに訓示しているが、優秀な操縦士と性能に優れる零戦を持つ日本海軍に対する戦況は好転しなかった。
日本海軍による一連の空襲の後の1943年6月20日、日本陸軍の第7飛行師団も一式戦闘機「隼」以下戦爆連合をもってダーウィンを攻撃した。本戦にて日本陸軍は爆撃を成功させ、一式戦「隼」も爆撃機を護りつつ、倍の数のスピットファイアとの空戦に勝利している。参加部隊と機体は飛行第59戦隊の一式戦「隼」22機、飛行第61戦隊の一〇〇式重爆撃機「吞龍」18機、飛行第75戦隊の九九式双軽爆撃機9機の3個飛行戦隊計49機（これとは別に敵情把握を受け持つ独立飛行第70中隊の一〇〇式司令部偵察機「新司偵」2機も出撃）、対するRAAFはレーダーからの報告を受け、指揮官コールドウェル中佐以下3個飛行隊計46機のスピットファイアが迎撃した。
戦闘の結果は一〇〇式重爆「吞龍」1機被撃墜に対し、スピットファイア2機被撃墜であった。本戦でもまたしてもスピットファイアは格闘戦に終始しており、これには第59戦隊第1中隊長がいぶかしむほどであった。

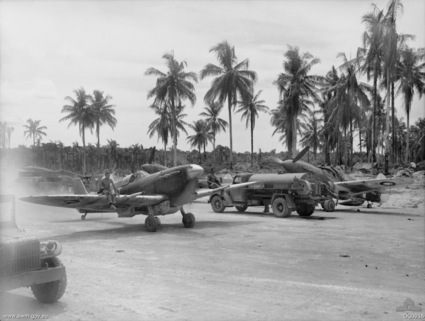
アドミラルティ諸島の連合軍基地に展開する第79飛行隊のスピットファイア（1944年）。

さらに、高温多湿の太平洋アジア戦線においてスピットファイアは、飛び立っても高空では急激に温度が低くなり、低温の影響で定速装置のオイルが凝固すると制御不能となってエンジンを停止しなければならないという問題があり、被弾しなかったにもかかわらず機体故障のために未帰還となる機体が続出した。さらに、赤道に近い地域では地上での高温多湿が機体を痛め、徹底的なメンテナンスを必要とさせたが、イギリス本土から遥か遠くという地理条件がある上に、1942年のセイロン沖海戦以降、1944年後半に至るまでインド洋の制海、制空権を長く日本が支配していたために、イギリス本土からの部品の供給がはかどらずに予備部品の不足が発生し、その上、予備のエンジンを用意していないという重大なミスも犯していた。
さらに、オーストラリアを拠点に太平洋戦線に当初配備されたスピットファイアは、当時の欧州戦線作戦機と比較すると旧式のMk.Vで、さらに防塵用フィルターが装備されていたため速度が30km/hほど低下していた（RAAFはMk. VIIIに機種交換するまで悩まされた）。
極東のRAF・RAAFにおいてMk.VIIIの配備、充足は、大西洋とインド洋の制海権を連合国軍が取り返しつつあった1944年となる。1945年中旬に入ると、アメリカ海軍の空母とともに沖縄や日本本土近海に進出したインディファティガブルなどのイギリス海軍空母艦載機のシーファイアーが沖縄戦や日本本土への攻撃に参加した。

#### ビルマ航空戦
イギリス空軍はビルマの制空権はスピットファイアによって獲得されたとその性能を高く評価した。
イギリス空軍公刊戦史によると、スピットファイアの日本軍機相手のキルレートは8対1であり、スピットファイアなくしてイギリス軍の勝利はなかったとしている。
一例を上げるとニュージーランドの撃墜王アラン・パートは単機で飛行場を襲撃した日本軍機20機相手に40分間互角以上に戦い、1機を撃墜するという凄まじい戦果を上げた。
オーストラリア防空戦の後の1943年後半、背後にイギリス領インド帝国を持つ極東太平洋戦域におけるイギリス空軍の主戦場であり、中華民国内に拠点を持つ同盟軍アメリカ陸軍航空軍と共に日本陸軍航空部隊と対峙するビルマ戦線（「ビルマ航空戦」）に、ハリケーンの後続としてスピットファイアは投入された。
チッタゴン飛行場に配備されたスピットファイア3個中隊は一〇〇式司偵3機を初陣で落とした。
同方面でのスピットファイアの本格的交戦は1943年11月22日である。当時、日本陸軍飛行第50戦隊と飛行第33戦隊の一式戦「隼」22機が、イギリス空軍の基地であるチッタゴン飛行場に侵攻、現地のRAFはレーダーで来襲を探知しスピットファイア10機とハリケーン57機を迎撃に揚げた。しかし、スピットファイアMk.V 1機（第615飛行隊レオナード少尉機）とハリケーン1機（第146飛行隊グリフィス軍曹機、水田に不時着）が一式戦「隼」に一方的に落とされ、RAFが狙った一式戦「隼」を撃墜することは出来ず、日本陸軍戦闘隊は喪失なく全機が無事に帰還した。RAF側はレーダーで来襲を探知し、約3倍と圧倒的な数の戦闘機で邀撃出来たにかかわらず、ビルマ航空戦で初陣を飾ったスピットファイアはまたしても登場早々一式戦に一方的に撃墜された。
同年12月5日、日本軍は戦爆連合をもってイギリス領インド帝国のカルカッタを爆撃する龍一号作戦を実施した。（本作戦は、ビルマでの航空作戦を担当する日本陸軍航空部隊のみならず少数ながら日本海軍航空部隊も参加し、零戦および一式陸上攻撃機が投入されている。）
侵攻に先立ち各地に飛んでいた一〇〇式司偵がチャフを散布し、日本軍のマグエ飛行場群からは飛行第64戦隊、第33戦隊、飛行第204戦隊の一式戦74機と飛行第98戦隊の九七式重爆撃機17機、続いて第三三一海軍航空隊の零戦27機、第七〇五海軍航空隊の一式陸攻9機が出撃しカルカッタを目指した。侵攻途中で第258飛行隊のハリケーンの奇襲を受け九七重爆1機を喪失するも、援護する一式戦「隼」はこれを撃墜、また爆撃自体も成功し任務は成功を収めた。この迎撃戦でイギリス空軍はスピットファイア1機とハリケーン10機を喪失、一式戦「隼」はこのうちスピットファイア1機とハリケーン7機を撃墜、零戦はハリケーン3機のみを撃墜、日本軍戦闘隊に喪失は無く一方的な戦闘であった。
1943年12月31日には日本軍の戦爆連合がアラカン南部を爆撃、12機のスピットファイアが迎撃し日本軍は5機の重爆を失い1機の戦闘機を失った。
1944年1月15日スピットファイア中隊は日本軍の送り込んだ単発戦闘機の全て（撃墜16、大破5、損害19機）を撃破した。
1944年1月15日に、各中隊にわかれ、8機ずつモンドウ等に順次制空を行う予定だった飛行第64戦隊の一式戦「隼」計24機は、的確な管制に導かれたスピットファイアと交戦、2機を撃墜したものの、開戦以来の古参も含む5機が撃墜され、64戦隊の開戦以来の大打撃を被った。

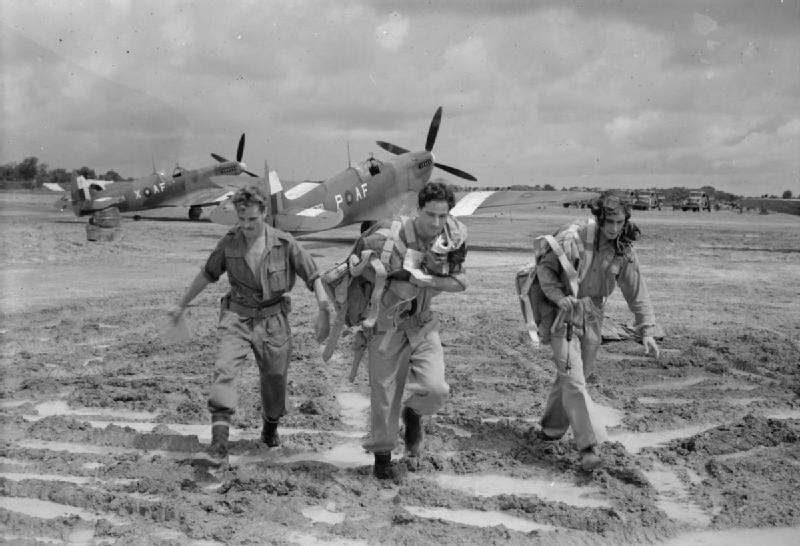
第607飛行隊のスピットファイアMk.VIII。

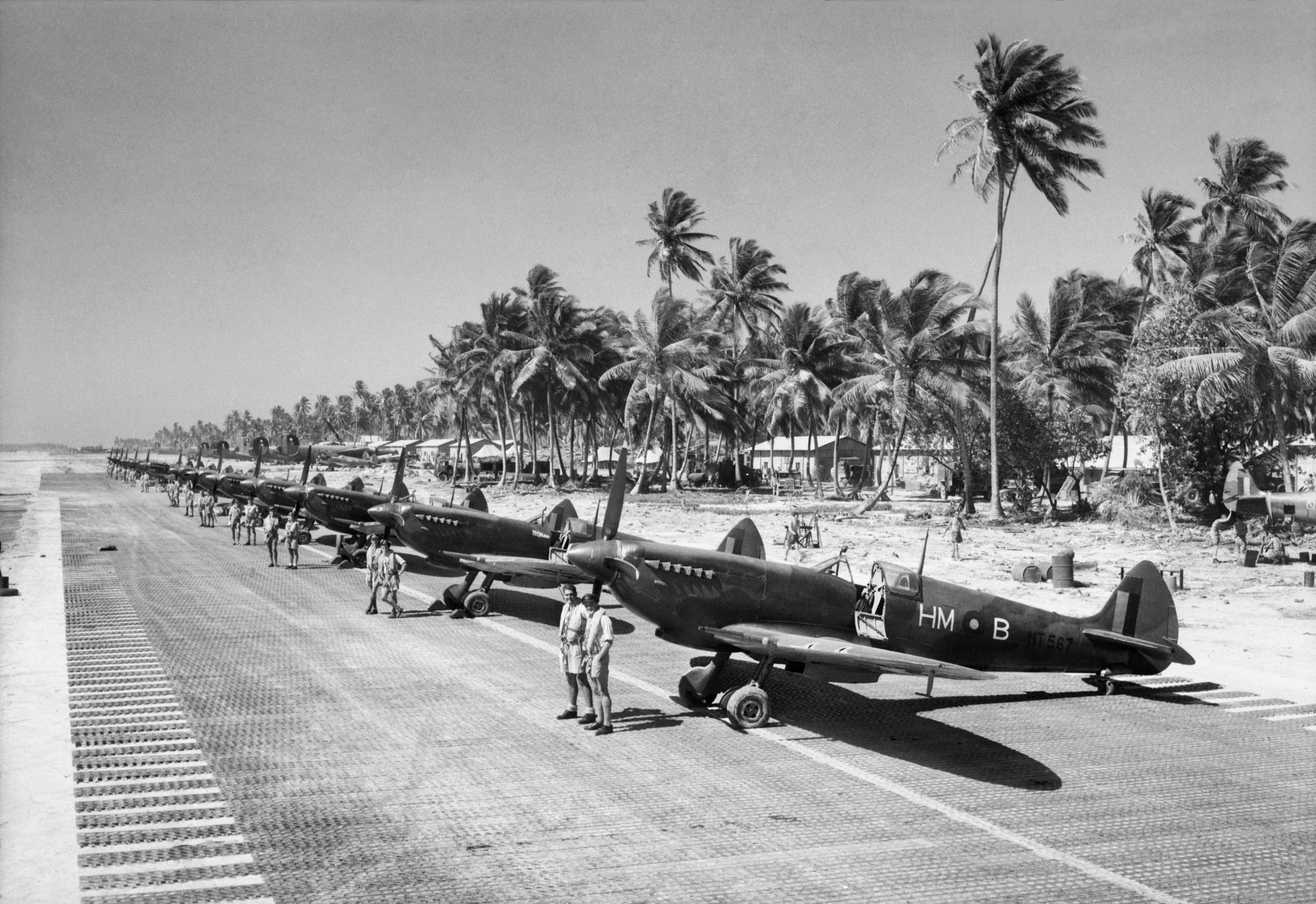
第136飛行隊のスピットファイアMk.VIII。

1月20日に、飛行第204戦隊の一式戦「隼」はスピットファイアMk.V 2機を撃墜（第607飛行隊ソール准尉機・ケネディ軍曹機）し3機を撃破、日本陸軍の損害は1機不時着のみ。また2月5日は、第64戦隊の一式戦「隼」は損害無くスピットファイア1機（第136飛行隊カーロン曹長機）とハリケーン2機（第11飛行隊ブライト中尉機・コーベット軍曹機）を撃墜した。
2月13日、飛行第６４戦隊の一式戦「隼」の英軍弾薬集積所を攻撃、上空直掩をしていた隼がスピットファイアと戦闘、損害を与えることはできず、1機を喪失した。
3月17日午後に第204戦隊は15機でモーニン飛行場を攻撃し、第81飛行隊のうち、かろうじて地上攻撃を免れたスピットファイア２機と交戦、1機を喪失するも、エースかつ指揮官機たるスピットファイア1機を撃墜（第81飛行隊長ホワイタモア少佐機）、離陸態勢の1機を撃滅（クールーター大尉機、炎上）、さらに2機を地上破壊している。
4月17日、25日の両日において、飛行第64戦隊の一式戦「隼」はスピットファイアと交戦、損害を与えることができず、１機が被弾により飛行継続困難となり自爆、1機が撃墜されている。
5月6日、飛行第50、204戦隊は25機で8戦隊の双軽3機を護衛していたが、迎撃にあがった第607飛行隊のスピットファイア12機と交戦、損害を与えることはできずに一式戦「隼」1機が撃墜され、続く11日、64戦隊がスピットファイアと交戦し、一方的に1機撃墜された。同月14日にも、各戦隊から5機ずつ選抜された15機がスピットファイアと交戦、4機を被弾、損傷させたものの、1機が撃墜された。
6月17日、本来の航路を外れたウェリントンを撃墜した第50、204戦隊の隼計14機は、緊急出動した第607、615飛行隊のスピットファイアと交戦、1機を撃墜したものの、「P-38撃墜王」と呼ばれた五十嵐機を含む6機が一挙に撃墜されている。これは、隼がインパール作戦協力した最後の戦闘であった。
1943年7月2日から1944年7月30日の期間、ビルマ戦線における空戦で日本陸軍の一式戦「隼」は連合軍機135機を確実撃墜し、対する空戦損害は83機喪失のみ。撃墜連合軍機の機種内訳は戦闘機70機、爆撃機等32機、輸送機等33機に上り、戦闘機の詳細はハリケーン24機、スピットファイア18機、P-51 15機、P-38 8機、P-40 4機、P-47 1機。逆に一式戦「隼」を撃墜した連合軍戦闘機の詳細はハリケーン3機、スピットファイア16機、P-51 12機、P-38 13機、P-40 14機、スピットファイアまたはハリケーン3機等となる。
日本軍劣勢の大戦後期においても、ビルマで日本陸軍航空部隊は強力な連合軍空軍と互角の勝負を、時には勝利を収めており、一式戦「隼」とスピットファイアもまた撃墜、被撃墜機数ではほぼ同等であるなど、名実ともに互角以上の関係であった。
1944年12月11日に、第273飛行隊のスピットファイアMk.VIII 12機はモンドウ地上攻撃から帰還中である第64戦隊の一式戦28機と交戦。一式戦「隼」を撃墜することは出来ず1機が撃墜された（第273飛行隊バリオン准尉機）。一方で1945年1月9日、アキャブ沖の連合軍艦船攻撃に来襲した第64戦隊の一式戦と第50戦隊の四式戦闘機「疾風」を、レーダー管制に導かれたスピットファイアが襲撃、第64戦隊長江藤豊喜少佐機やエース山本隆三軍曹機を含む計4機の一式戦「隼」を一方的に撃墜する戦果を残している。
大戦末期となる1944年8月18日から、日本の敗戦間際の1945年8月13日の約1年間にかけてビルマを初めとする東南アジア方面（イギリス領ビルマ、フランス領インドシナ、マレー、インドネシア、タイ王国等）を担当する日本陸軍第3航空軍戦域において、一式戦「隼」は連合軍機63機を撃墜（このほか一式戦が撃墜した可能性がある未帰還9機が存在し、それを含めた場合は連合軍機72機を撃墜）、対する空戦損害は61機喪失を記録。撃墜連合軍機の機種内訳は戦闘機14機（18機ないし19機）・爆撃機等32機（36機ないし37機）・輸送機等17機に上り、戦闘機の詳細はP-47 4機、スピットファイア3機、P-38 2機、F4U 2機、P-51D 1機、F6F 1機、ハリケーン1機（先述の一式戦が撃墜した可能性がある連合軍未帰還機の内訳は、戦闘機等がハリケーン3機、F4U 1機、爆撃機等がB-29 2機、PB4Y-1 1機、B-24 1機、ファイアフライまたはTBF1機）。逆に一式戦「隼」を撃墜した連合軍戦闘機の詳細はスピットファイア7機、F6FまたはF4U 17機、P-38 11機、P-51 6機、P-47 6機であった。

### 戦後の使用
イギリス空軍のスピットファイアが最後の軍事行動を行ったのは、1954年4月1日で、試作機が初飛行してから18年以上経っている。それは、第81飛行中隊のスピットファイア P.R.19であった。
第二次世界大戦後の1960年代になっても、イギリスの元植民地や影響圏であるエジプト、アイルランド、イスラエル、シリア、トルコ、チェコスロヴァキア、ユーゴスラヴィア、インド、ビルマ、タイなどに輸出、譲渡された機体が世界各国で使用されていた。
同じくイギリスの元植民地である国が参戦した中東戦争では、敵味方にわかれてスピットファイア同士が戦う場面も見られた。かつてのライバルBf 109の戦後型であるアヴィア S-199との戦闘も発生している。

## 逸話
スピットファイアの優秀さと、その優美な機体や先が細い楕円翼は、無数の愛好家を集め、敵側にも惚れ込んだ者がいた。ゲーリングがガーランドに（イギリス空軍に勝つために）何が必要かと聞くと、ガーランドは「英国のスピットファイアを」と答えた。これは当時ゲーリングが爆撃機を援護する戦闘機隊に対し、先回りして敵迎撃機を掃討する制空戦を止め、爆撃隊に寄り添って護衛する直奄方式に専念するよう命令したことへの反論でもある。速度を生かした一撃離脱を得意とする重戦Bf110を速度の遅い爆撃機に張り付かせるということは、必然的に軽戦であるハリケーンやスピットファイアとの(Bf110にとっては不得手な)格闘戦に巻き込まれてしまう事を意味していた。

## 海外の主な運用国

### スピットファイア
- ギリシア：Mk.V、Mk.IX、Mk.XIV、Mk.XVI、Mk.XIV、Mk.XVI、Mk.18
- ユーゴスラビア：Mk.V、Mk.IX
- トルコ：Mk.V、Mk.IX
- エジプト：Mk.V、Mk.IX、Mk.22
- アメリカ合衆国：Mk.V、Mk.IX
- オーストラリア：Mk.V、Mk.VIII、Mk.IX
- ソビエト連邦：Mk.V、Mk.IX
- チェコスロバキア：Mk.IX
- ベルギー：Mk.IX、Mk.X、 Mk.XIV
- インド：Mk.VIII、Mk.IX、 Mk.XIV、Mk.18
- イスラエル：Mk.IX
- ビルマ：Mk.IX
- フランス：Mk.IX
- オランダ：Mk.IX
- アルゼンチン：Mk.X
- タイ王国：Mk.XIV
- スウェーデン：Mk.XIV
- 香港：Mk.18
- シリア：Mk.22
- ローデシア：Mk.22

### シーファイア
- アイルランド：Mk.III
- フランス：Mk.III
- ビルマ：Mk.XV
- カナダ：Mk.XV

## 諸元
| 制式名称     | Mk.Ia                                                       | Mk.II A                                                     | Mk.Va                                                       | Mk.Vb | Mk.IX E                                                                                                 | Mk.XIV E                                                                                                | Mk.XVIII                                                                                                |
| 試作名称     | K5054                                                       | K5054                                                       | K5054                                                       | K5054 | K5054                                                                                                   | K5054                                                                                                   | K5054                                                                                                   |
| ------------ | ----------------------------------------------------------- | ----------------------------------------------------------- | ----------------------------------------------------------- | --- | --- | --- | --- |
| 全幅         | 11.23m                                                      | 11.23m                                                      | 11.23m                                                      | 11.23m | 11.23m                                                                                                  | 11.23m                                                                                                  | 11.23m                                                                                                  |
| 全長         | 9.12m                                                       | 9.12m                                                       | 9.12m                                                       | 9.12m | 9.47m                                                                                                   | 9.96m                                                                                                   | 10.14m                                                                                                  |
| 全高         | 3.02m                                                       | 3.02m                                                       | 3.02m                                                       | 3.86m | 3.86m                                                                                                   | 3.86m                                                                                                   | 3.86m                                                                                                   |
| 翼面積       | 22.48m2                                                     | 22.48m2                                                     | 22.48m2                                                     | 22.48m2 | 21.46m2                                                                                                 | 22.48m2                                                                                                 | 22.48m2                                                                                                 |
| 翼面荷重     | 117kg/m2                                                    | 122kg/m2                                                    | kg/m2                                                       | 137kg/m2 | 171kg/m2                                                                                                | kg/m2                                                                                                   | |
| 自重         | 1,953kg                                                     | 2,059kg                                                     | 2,267kg                                                     | 2,309kg | 2,309kg                                                                                                 | 3,040kg                                                                                                 | 3,040kg                                                                                                 |
| 正規全備重量 | 2,692kg                                                     | 2,799kg                                                     | 2,911kg                                                     | 3,000kg | 3,354kg                                                                                                 | 3,889kg                                                                                                 | 4,222kg                                                                                                 |
| 発動機       | ロールス・ロイス マーリンIII（離昇1,030馬力） 1基           | ロールス・ロイス マーリン12（離昇1,135馬力） 1基            | ロールス・ロイス マーリン45（離昇1,470馬力） 1基            | ロールス・ロイス マーリン45（離昇1,470馬力） 1基                                                            | ロールス・ロイス マーリン66（離昇1,720馬力） 1基                                                        | ロールス・ロイス グリフォン65（離昇2,050馬力） 1基                                                      | ロールス・ロイス グリフォン66（離昇2,035馬力） 1基                                                      |
| 最高速度     | 582km/h（高度5,669m）                                       | 570km/h（高度5,349m）                                       | 630km/h（高度6,300m）                                       | 605km/h（高度4,000m）                                                                                       | 650km/h（高度6,400m）                                                                                   | 720km/h（高度5,200m）                                                                                   | 708km/h（高度5,200m）                                                                                   |
| 上昇力       | 11.0m/秒（高度2,956m）                                      | 15.3m/秒（高度3,962m）                                      | -                                                           | 13.5m/秒 | 24.1m/秒（高度3,048m）                                                                                  | - | - |
| 航続距離     | 680km                                                       | 651km                                                       | 1,827km（落下式増槽装備時）                                 | 1,840km（落下式増槽装備時）                                                                                 | 1,577km（落下式増槽装備時）                                                                             | 1,368km（落下式増槽装備時）                                                                             | - |
| 武装         | ブラウニング AN/M2 Mk.II 7.7mm機関銃 8挺（携行弾数各350発） | ブラウニング AN/M2 Mk.II 7.7mm機関銃 8挺（携行弾数各350発） | ブラウニング AN/M2 Mk.II 7.7mm機関銃 8挺（携行弾数各350発） | イスパノ Mk.II 20mm機関砲 2門（携行弾数各60発） ブラウニング AN/M2 Mk.II 7.7mm機関銃 4挺（携行弾数各350発） | イスパノ Mk.II 20mm機関砲 2門（携行弾数各120発） ブラウニング AN/M2 12.7mm機関銃 2挺（携行弾数各250発） | イスパノ Mk.II 20mm機関砲 2門（携行弾数各120発） ブラウニング AN/M2 12.7mm機関銃 2挺（携行弾数各250発） | イスパノ Mk.II 20mm機関砲 2門（携行弾数各120発） ブラウニング AN/M2 12.7mm機関銃 2挺（携行弾数各250発） |
| 爆装         | -                                                           | -                                                           | -                                                           | 胴体下 110kg爆弾 2発                                                                                        | 胴体下 230kg爆弾 1発 翼下 110kg爆弾 2発                                                                 | 胴体下 227kg爆弾 1発 翼下 113kg爆弾 2発                                                                 | 翼下 ロケット弾 2発から4発                                                                              |
| 生産数       | 1,549機                                                     | 920機                                                       | 94機                                                        | 3,923機 | 1,294機(Mk.IX)                                                                                          | 500機(Mk.XIV)                                                                                           | 202機                                                                                                   |

### Mk.Vb 追加事項
出典:The Great Book of Fighters and Jane's Fighting Aircraft of World War II
- 翼形: NACA 2200
- 最大離陸重量: 3,071 kg
- 出力: 1,470 HP / 高度 9,250 ft（1,100 kW / 高度 2,820 m）
- 戦闘半径: 760 km
- 出力荷重比: 360 W/kg

### Mk.IX E 追加事項
出典:Spitfire: The History
- 戦闘半径: 698 km
- 上昇限度: 12,954 km
- 馬力荷重: 0.39 kw/kg

## 登場作品

### ドキュメンタリー
『James May's Toy Stories』
ジェームズ・メイが司会を務めるテレビ番組。精巧な実物大の模型を制作し大英博物館に寄贈した。通信販売でDVDが購入できる。

### 映画・ドラマ
『空軍大戦略』
バトル・オブ・ブリテンを題材にした映画。実機が使われているが、初期型のMk.IやIIではない。
『ダーク・ブルー』
チェコスロバキアの義勇パイロットが主役の映画。実機が使われている。空撮シーンの一部は、『空軍大戦略』から流用している。
『大列車作戦』
ヤーボ役で登場。主人公が運転するフランス国鉄の蒸気機関車を銃撃する。ロケット弾を使用しなかったので、主人公は助かることとなる。
『エイセス/大空の誓い』
スピットファイア FR.Mk.XIVc - グリフォンエンジンを搭載しバブルキャノピーとしたタイプで、“グリフォンスピット”もしくは“スーパースピットファイア”と呼ばれる改良型である。
『ダンケルク』
イギリス空軍機が登場。グレートブリテン島に向けて40万人の将兵を脱出させる「ダイナモ作戦」を実行中の連合国部隊とイギリス海軍艦艇を護衛しており、襲撃してくるドイツ空軍のHe 111と交戦する。
『殴り込み戦闘機隊』
ダグラス・バーダーの活躍を描いた映画。映像はミニチュア模型による特撮と戦時中の映像を組み合わせている。バトル・オブ・ブリテンでもMk.XVIが使われている。
『刑事フォイル』
主人公の息子が空軍に志願しパイロットとなる。撮影には実機のMk. Vbなどが使われている。飛行シーンのBGMとして「スピットファイア」というオリジナル曲が作曲された。

### アニメ・漫画
『ジパング』
イギリス領インド空軍のナヤン・プラカシュ・シン少佐の乗機として登場。日本軍の零戦と交戦してこれを撃墜するが、その後に未来からタイムスリップしてきた海上自衛隊のイージス護衛艦「みらい」の発射したESSMにより撃墜された。
『ジョジョの奇妙な冒険 第4部 ダイヤモンドは砕けない』
音石明がジョセフ・ジョースターを殺害するため、スピットファイアのラジコンに彼のスタンド「レッド・ホット・チリ・ペッパー」を乗せてジョセフが乗っている船まで飛ばそうとするが、東方仗助との戦いに敗れ、ラジコンごと破壊される。
『わが青春のアルカディア』
「戦場まんがシリーズ」の一編。敵機として登場するが、ファントム・F・ハーロックII世のメッサーシュミット Bf109Gの前に敗退する。本作を引用した劇場映画『わが青春のアルカディア』劇中にも同様のシーンがある。

### ゲーム
『Microsoft Combat Flight Simulatorシリーズ』
『CFS1』と『CFS3』に登場。7.7ミリ×8門の猛烈な攻撃を行うことができ、操縦も比較的簡単で初心者向けにしてある。
『P-47 ACES』
4種類の自機のうちの1機種として登場。
『R.U.S.E.』
イギリスの戦闘機として登場。
『War Thunder』
プレイアブル機体として、イギリスツリーの空軍戦闘機ライン、Rank2-4にかけて様々な種類が登場。
『World of Warplanes』
イギリスツリーのそれぞれのTierに登場し、鹵獲型が課金機として登場する。
Mk.IがTier5、Mk.VがTier6、Mk.IXがTier7、Mk.XIVがTier8という位置づけである。
ドイツに鹵獲されたMk.VにDB 605 A-1を搭載したモデルが課金機として登場。
また、2017年公開映画『ダンケルク』とのコラボレーションでMk.IaがTier5で登場した。
『エースコンバット インフィニティ』
ゲーム内にて開発可能な機体としてMk.IXeが登場する。
『艦隊これくしょん～艦これ～』
飛行場に配備できる陸上戦闘機として、Mk.IaとMk.Vb、Mk.IXcが登場する。
さらに、艦上戦闘機としてシーファイア Mk.IIIも登場する。
『アズールレーン』
ロイヤルの戦闘機として「シーファイア」が、後期型機体「シーファイア FR.47」が登場する。
『コール オブ デューティシリーズ』
『CoD:UO』
イギリス空軍の戦闘爆撃機として登場する。B-17 フライングフォートレスの護衛を行い、ドイツ空軍のBf109と交戦する。
『CoD2』
イギリス空軍の戦闘爆撃機として登場し、ドイツ空軍のJu 87 スツーカとドッグファイトを行う。

『ザ・クルー2』
エアーレース用の機体、アクロバット用の機体としてスピットファイアMkIXが登場する。エアーレース用の機体は購入可能。アクロバット用の機体はシーズンパスを購入することで入手できる。尚、機銃等は撃つことができない。

『ストライカーズ1945シリーズ』
『1945』『1945PLUS』
上記作品に自機のひとつとして登場。

『スナイパーエリートV2』
一部ステージで主人公の上空を通過する。
『戦艦少女R』
空母用の装備として、艦上戦闘機型のシーファイアおよび「コロッサス」の初期装備としてシーファイア Mk.XVがそれぞれ登場する。
『バトルフィールド1942』
イギリス軍の戦闘機として登場する。
『バトルフィールドV』
イギリス軍の戦闘機として登場する。

### 音楽
『Aces High』
イギリスのヘヴィメタルバンド、アイアン・メイデンの楽曲。第二次世界大戦のイギリスとドイツの空中戦（バトル・オブ・ブリテン）をテーマとしており、歌詞の中に本機が登場する